# Hogwart
Szkoła Magii i Czarodziejstwa w Hogwarcie (ang. Hogwarts School of Witchcraft and Wizardry) – fikcyjna uczelnia kształcąca młodych czarodziejów, stworzona przez J.K. Rowling na potrzeby serii książek pod tytułem Harry Potter. Szkoła mieści się w zamku o bliżej niesprecyzowanej lokalizacji na terenie Szkocji. Rzekomą inspirację autorki stanowiła szkocka Gordonstoun School.
Nauka w Hogwarcie zastępowała edukację w regularnej szkole. Do Hogwartu przyjmowano wyłącznie osoby przejawiające zdolności magiczne. Dzieci przybywały do uczelni w wieku jedenastu lat, a ich edukacja trwała siedem lat. Każdy rok nauki kończono egzaminami, z których najważniejszymi były pisane w piątej klasie SUM-y oraz zdawane na końcu siódmego roku Owutemy. W Hogwarcie uczono zarówno dzieci czarodziejów, jak i dzieci mugoli, ale tylko te z odpowiednimi predyspozycjami magicznymi.

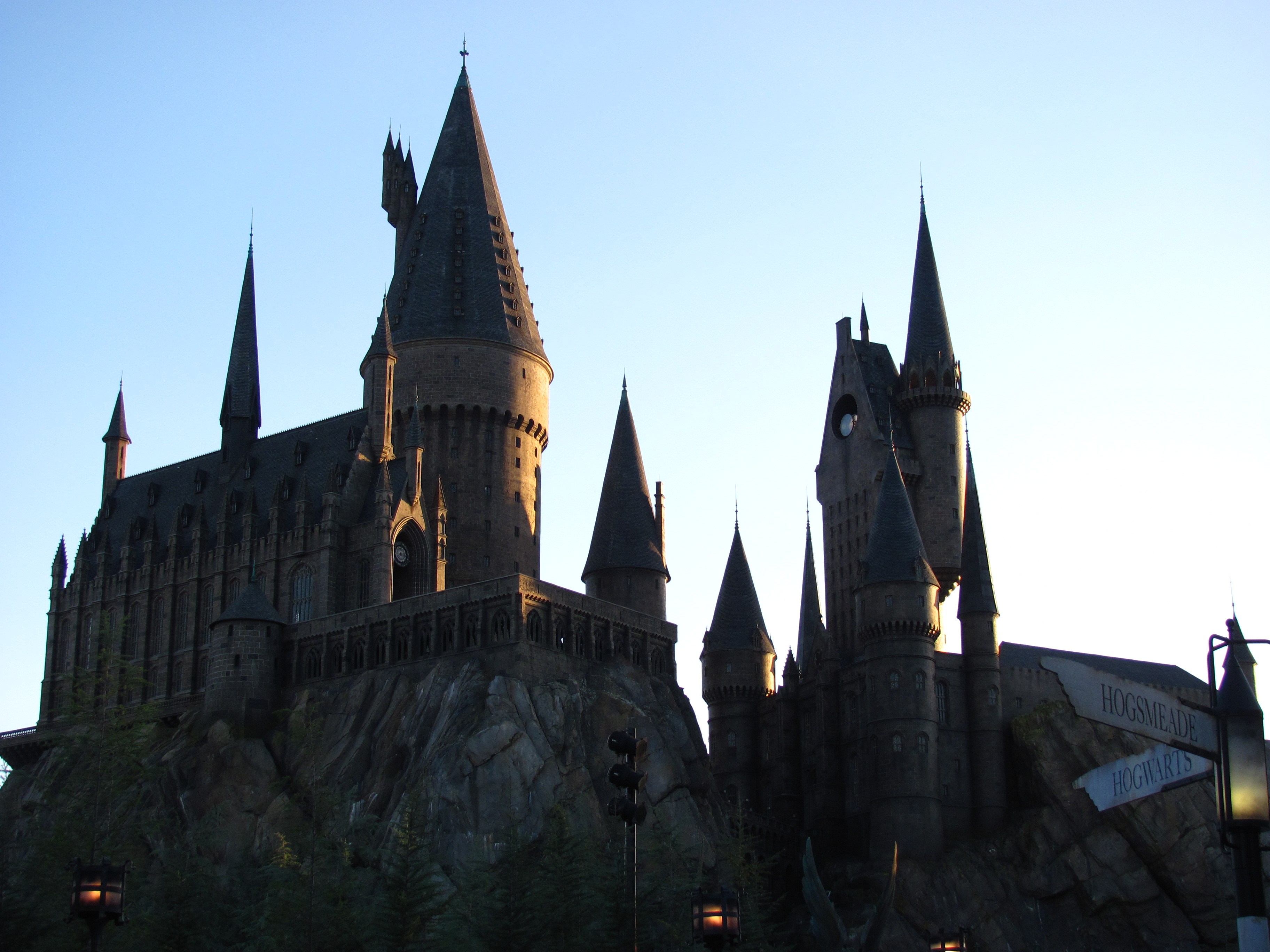
Zamek Hogwart

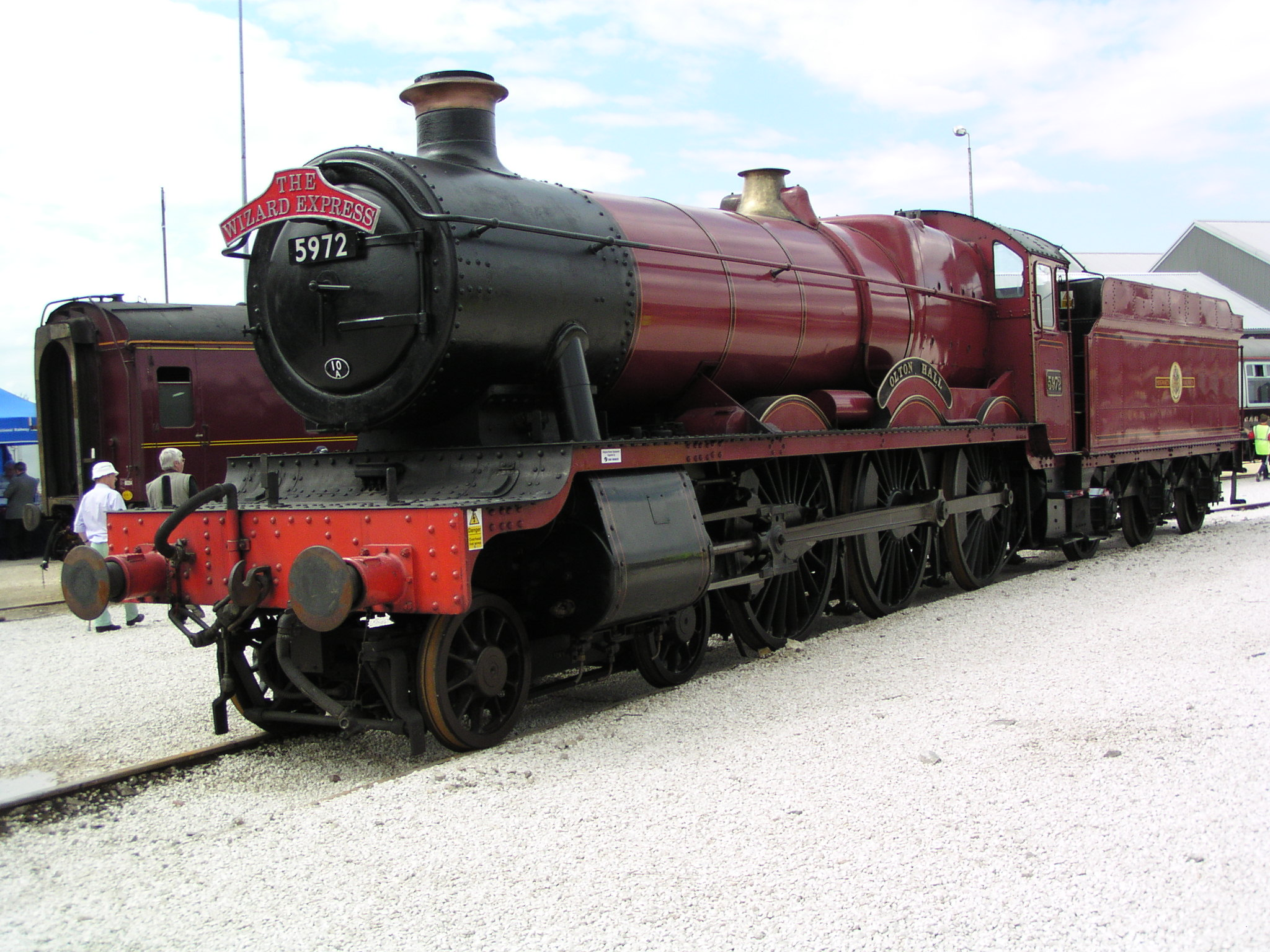
Hogwart Express – pociąg, którym Harry Potter dojeżdżał do Hogwartu

## O szkole

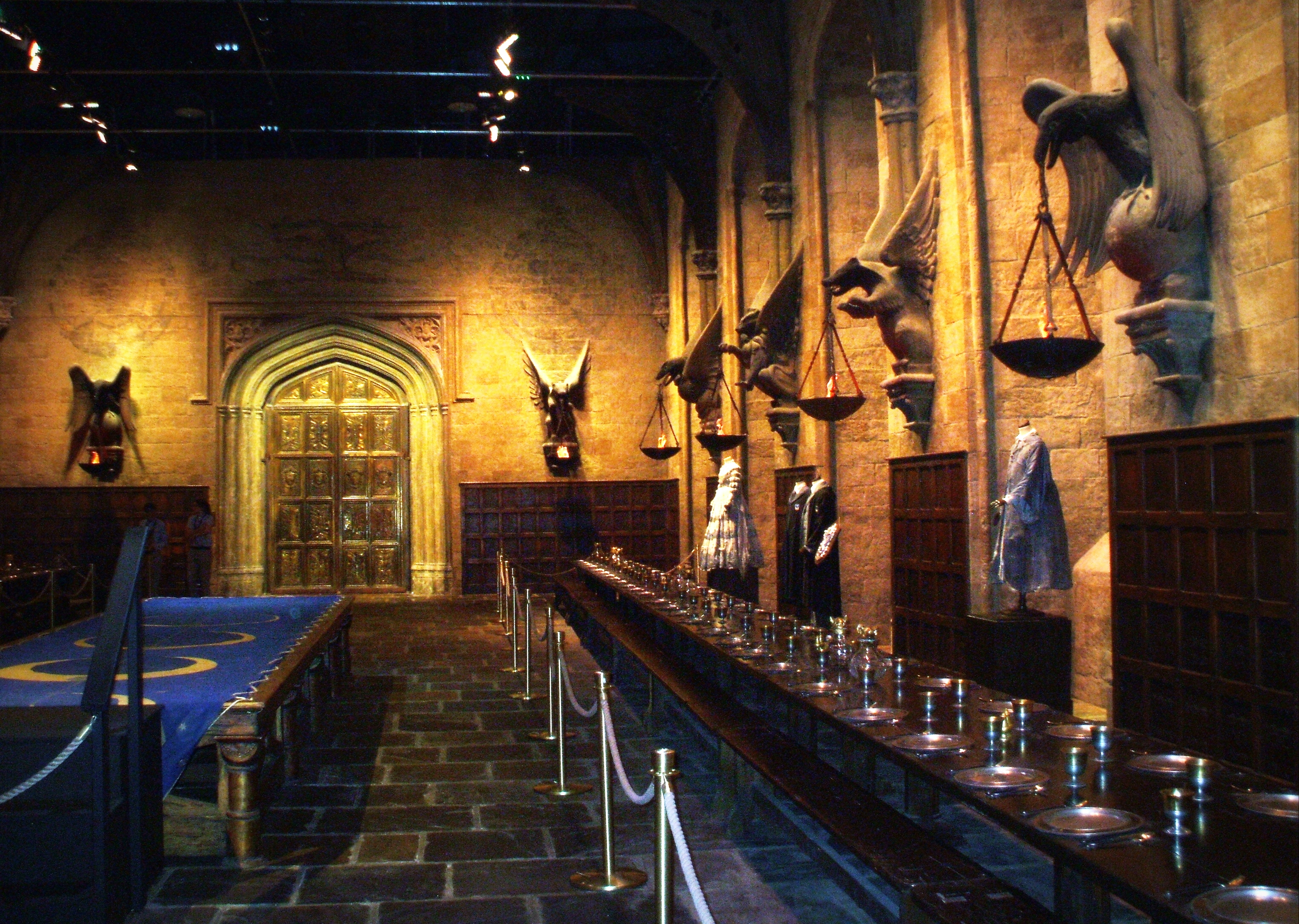
Zestaw filmowy z Wielkiej Sali, Hogwart

Do zamku dojeżdżano pociągiem Hogwart Ekspres, który odjeżdżał 1 września z fikcyjnego peronu 9 i ¾, mieszczącego się pomiędzy peronami 9 i 10 londyńskiego dworca King’s Cross.
Hogwart to jedna z trzech uczelni (obok Durmstrangu i Beauxbatons) startujących w organizowanym co pięć lat Turnieju Trójmagicznym. W średniowieczu zmagania te cieszyły się ogromną popularnością, zostały jednak zakazane w związku ze zbyt dużą śmiertelnością wśród uczestników.
Za utrzymanie porządku w Hogwarcie odpowiedzialni byli prefekci oraz woźny Argus Filch.
Prefektów wybierano po dwóch z każdego domu – ucznia i uczennicę. Kandydaci na tę funkcję musieli uczęszczać do co najmniej piątej klasy. Osoby, które rozpoczęły siódmy rok nauki, mogły zostać prefektami naczelnymi, mającymi zwierzchność nad pozostałymi. Prefekci, jako jedni z niewielu uczniów, wiedzieli, gdzie znajduje się gabinet dyrektora oraz jakie jest do niego hasło.
W V tomie powieści (Harry Potter i Zakon Feniksa) prefektami Gryffindoru zostali Hermiona Granger i Ron Weasley. W Slytherinie wybrano Dracona Malfoya i Pansy Parkinson, w Hufflepuffie Erniego Macmillana i Hannę Abbot, a w Ravenclawie Anthony’ego Goldsteina i Padmę Patil.

## Założyciele

### Godryk Gryffindor
Godryk Gryffindor (imię ang. Godric) – pochodził z wrzosowisk, które teraz nazywają się Doliną Godryka. Mówiono, że Gryffindor chwalił odwagę, postanowienie i moc pochodzącą z serca. Do swojego domu wybierał uczniów posiadających te cechy, zależało to od Tiary Przydziału. Początkowo był bliskim przyjacielem Salazara Slytherina, lecz po jakimś czasie ich przyjaźń pogorszyła się, chociaż nigdy nie została zakończona. Powodem ich kłótni było odmienne zdanie co do pochodzenia uczniów. Gryffindor chciał, aby przyjmowano uczniów pochodzenia mugolskiego. Slytherin nie chciał się z tym zgodzić. Ilustracja na stronie Rowling przedstawia Gryffindora jako wysokiego i potężnie zbudowanego mężczyznę z zielonymi oczami oraz długimi, bujnymi kasztanowymi włosami i brodą. Zawsze ubierał się w czerwonozłote szaty.
Jego relikwie to miecz zrobiony przez gobliny, ozdobiony rubinami, i Tiara Przydziału. Kiedy tylko „prawdziwy Gryfon” jest w potrzebie, w Tiarze pojawia się miecz. Miecz Godryka, wykonany z srebra goblinów, wchłania tylko substancje, które mogą go wzmocnić (w tym, w drugim tomie powieści, jad bazyliszka). Właśnie nim unicestwiono horkruksy Voldemorta: Albus Dumbledore użył go do zniszczenia pierścienia Gauntów, Ron Weasley do wyeliminowania medalionu Slytherina, a Neville Longbottom do zabicia węża Nagini.
Gryffindor został mianowany w lipcu 2007 „Wizard of the Month” („Czarodziejem Miesiąca”) na stronie internetowej Rowling. „One of the four famous Founders of Hogwarts School of Witchcraft and Wizardry, Godric Gryffindor was the most accomplished dueller of his time, an enlightened fighter against Muggle-discrimination and the first owner of the celebrated Sorting Hat”.
Imię Godric jest formą anglosaską, i może mieć kilka znaczeń, wliczając w to, „he who rules with God” („on, który rządzi z Bogiem”) albo „he who rules well” („on, który rządzi dobrze”).

### Helga Hufflepuff
Helga Hufflepuff – pochodziła z szerokiej doliny. Chwaliła lojalność, uczciwość, fair play i ciężką pracę. Członkowie jej domu posiadają przynajmniej jedną z tych cech: Cedrik Diggory, zmarły uczestnik Turnieju, był jednym ze studentów, którzy mieli wszystkie cztery cechy. Zarówno karta ze sławnymi czarodziejami jak i ilustracja na stronie internetowej Rowling przedstawia ją jako pulchną kobietę z błękitnymi oczami i kręconymi rudymi włosami, ubierającą się w czarnożółte szaty.
Tiara Przydziału opisywała potem ją jako „good Hufflepuff” („dobra Hufflepuff”) lub „sweet Hufflepuff” („słodka Hufflepuff”). W Czarze Ognia wyśpiewała, że Hufflepuff „nagradza tylko pracowitych” oraz w Zakonie Feniksa, że „A Hufflepuff resztę uczy. Wszystkiego, co sama wie”. Wyróżnia ją to spośród innych założycieli, przez robienie jej egalitarną.
Od Hufflepuff pochodził mały, złoty puchar. Chefsiba Smith, która go posiadała, powiedziała, że puchar ma jakąś czarodziejską moc, jednak nie sprawdziła tego. Dostał się on w ręce Voldemorta, który zmienił go w horkruksa i został zniszczony przez Hermionę przed finałową bitwą o Hogwart.
Hufflepuff została mianowana w maju 2007 „Wizard of the Month” („Czarodziejem Miesiąca”) na stronie internetowej Rowling. „One of the four celebrated Founders of Hogwarts; Hufflepuff was particularly famous for her dexterity at food-related Charms. Many recipes traditionally served at Hogwarts feasts originated with Hufflepuff”. Jej karta czarodziei, napisana przez Rowling, przedstawia ją mając „brought people from different walks of life together to help build Hogwarts,” i była „loved for her charming ways.” Stosownie do wywiadu między Rowling a personelem z The Leaky Cauldron, Hufflepuff wprowadziła skrzaty domowe do Hogwartu, gdzie zaoferowała im schronienie.
Imię Helga jest pochodzenia skandynawskiego, znaczy „holy”, czyli „święty”.

### Rowena Ravenclaw
Rowena Ravenclaw – czarownica słynącą z pomysłowości i kreatywności, opisana przez Ksenofiliusa Lovegooda jako „piękna”. Tiara Przydziału przedstawiła ją jako „Piękna Ravenclaw z górskich hal”, co może oznaczać, że pochodziła ze Szkocji lub Irlandii. Była dobrą przyjaciółką Helgi Hufflepuff, ich przyjaźń została użyta by uwydatnić niepowodzoną przyjaźń między Godrykiem Gryffindorem a Salazarem Slytherinem .Rovena  Ravenclaw wymyśliła plany stale zmieniających się pięter i schody poruszające się w zamku Hogwart, i wymyśliła przysłowie „Ko ma olej w głowie, temu dość po słowie” (ang. „Wit beyond measure is man's greatest treasure”). Ilustracja ze strony Rowling przedstawia ją jako wysoką i smukłą kobietę o długich czarnych włosach i brązowych oczach, ubraną w niebieską szatę.
Tiara Przydziału bierze do Ravenclawu wybranych studentów stosownie do inteligencji i mądrości. Członkowie domu posiadają bystry umysł, mądrość, kreatywność i inteligencję, prawdopodobnie stąd wzięło się, że trzeba odpowiedzieć na pytanie, żeby dostać się do dormitorium Ravenclawu, a nie podać hasło tak jak w przypadku Pokoju Wspólnego Gryfonów. Gdy odpowie się błędnie na pytanie, drzwi się nie otworzą i trzeba czekać, aż jakiś uczeń poda prawidłową odpowiedź.
W Insygniach Śmierci Harry dowiedział się o artefakcie Ravenclaw zamienionym w horkruksa: jej zaginionym diademie. Jej córka, Helena Ravenclaw (Szara Dama) kiedyś uciekła z nim, żeby przewyższyć swoją matkę pod względem inteligencji i mądrości, ukryła diadem w Albanii. Miejsce, w którym się znajdował, pozostało nieznane od tamtego czasu. Jednakże Szara Dama wyjawiła lokalizację diademu młodemu Tomowi Riddle’owi, który odzyskał go i zamienił w horkruksa. Rowena, cierpiała na śmiertelną chorobę, więc wysłała Krwawego Barona by odnalazł jej córkę, tak aby mogła zobaczyć ją ostatni raz przed wczesną śmiercią. Jednak Helena odmówiła pójścia z Baronem, który od dawna był w niej zakochany i w ataku wściekłości zabił ją. Potem zdał sobie sprawę z tego co zrobił, więc popełnił samobójstwo.
Ravenclaw została mianowana w sierpniu 2007 „Wizard of the Month” („Czarodziejem Miesiąca”) na stronie internetowej Rowling. „One of the four famous Founders of Hogwarts School of Witchcraft and Wizardry, Rowena Ravenclaw was the most brilliant witch of her time, though legend has it that a broken heart – cause unknown – contributed to her early demise”.
Rowena jest formą łacińską starego germańskiego imienia.

### Salazar Slytherin
Salazar Slytherin – opisany jako „power hungry” („głodny mocy”) przez Tiarę Przydziału i jak wiemy „Przebiegły Slytherin z trzęsawisk”. Trzęsawiska wschodniej Anglii to bagna wokół Norfolku, Lincolnshire’u, Cambridgeshire’u i przylegają do hrabstw, jednak nie wiadomo czy Slytherin w rzeczywistości pochodził z tych szczególnych regionów. Slytherin jest jedynym założycielem, którego wygląd został opisany w jakimkolwiek detalu; jego posąg w Komnacie Tajemnic przedstawia człowieka z twarzą, która „była bardzo stara, podobna do małpiej, z długą rzadką brodą, która opadała prawie do skraju pofałdowanej kamiennej szaty czarodzieja”. Z ilustracji ze strony Rowling możemy się jeszcze dowiedzieć, że jest łysy i chudy, jego broda jest siwa, a oczy są bladoszare. Ubierał się w czarne szaty.
Slytherin był wężousty, oznacza to, że potrafił porozumiewać się z wężami. Podobnie jak Rowena Ravenclaw i Godryk Gryffindor, Slytherin wydaje się ostrożnie wybierać członków do swojego Domu. Według Albusa Dumbledore’a, cechy, jakie Slytherin cenił u swoich studentów obejmowały pomysłowość i determinację. Przy ich wyborze uwzględniał również przebiegłość, ambicję i czystość krwi.
Przeszłość Slytherina została omówiona przez profesora Binnsa w 2. części: opisuje założenie szkoły i stosunki między Slytherinem a innymi założycielami, że zamek powinien zostać zbudowany daleko od mugoli, ponieważ w tym czasie niemagiczni ludzie bali się magii, a także prześladowali czarodziejów i czarownice. Slytherin po pewnym czasie chciał być bardziej selektywnym w przyjęciach studentów do Hogwartu, ale nie ograniczało to tylko jego własnego domu; użył czystości krwi jako czynnika wybierania uczniów od czasu powstania szkoły. Chciał nauczać magii tylko uczniów z magicznych rodzin, ponieważ wierzył, że studenci, którzy są dziećmi mugoli, mogą być niegodni zaufania i nie lubił ich uczyć.
Zgodnie z legendą, Slytherin był odpowiedzialny za zbudowanie Komnaty Tajemnic – magicznie stworzonego domu bazyliszka. Wąż jak wiadomo był kontrolowany tylko przez mowę węży i został użyty, aby oczyścić szkołę ze studentów mugolskiego pochodzenia. Salazarowi przyszło to do głowy na krótko przed konfliktem wewnętrznym między czterema założycielami Hogwartu, co spowodowało, że Slytherin opuścił szkołę. Ostatni znany potomek Slytherina, Tom Marvolo Riddle, odkrył Komnatę i uwolnił bazyliszka, czego skutkiem była śmierć Jęczącej Marty i wyrzucenie Rubeusa Hagrida. Wówczas Hogwart zaprzeczył istnieniu komnaty, która została ponownie odnaleziona przez Harry’ego i Rona podczas próby ratowania Ginny Weasley.
Slytherin posiadał medalion, który stał się własnością jego ostatnich potomków, Gauntów. Medalion został sprzedany Burke’owi przez Meropę Gaunt i następnie kupiony przez Chefsibie Smith. Potem została ona zabita i okradziona z czarki i medalionu przez Voldemorta. Zamienił on medalion w horkruksa i ukrył w jaskini przy morzu. Po kilkunastu latach ukradł go Regulus Black z pomocą swojego domowego skrzata, Stworka, ale został zabrany przez Mundungusa Fletchera. W krótkim czasie medalion skonfiskowała Dolores Umbridge. Medalion został odzyskany przez Harry’ego i zniszczony przez Rona Weasleya mieczem Gryffindora.
Slytherin został mianowany w czerwcu 2007 „Wizard of the Month” („Czarodziejem Miesiąca”) na stronie internetowej Rowling. „One of the four celebrated Founders of Hogwarts School of Witchcraft and Wizardry, Salazar Slytherin was one of the first recorded Parselmouths, an accomplished Legilimens, and a notorious champion of pureblood supremacy”.
Imię Salazar jest oryginalnym portugalskim nazwiskiem. António de Oliveira Salazar był dyktatorem Portugalii (gdzie Rowling żyła kilka lat) od 1932 do 1968.

## Dyrekcja
Zastępca dyrektora
- 1. – 6. rok → Minerwa McGonagall → pełniąca obowiązki dyrektora w okresie absencji Dumbledore’a w 2. tomie oraz po jego śmierci w 6. tomie do nominacji Severusa Snape’a w tomie siódmym na stanowisko dyrektora.
- 7. rok → Amycus i Alecto Carrow

Dyrektorzy
| Imię i nazwisko       | Poprzednie stanowisko                                     | Okres urzędowania           | Tomy                                | Powód utraty stanowiska |
| --------------------- | --------------------------------------------------------- | --------------------------- | ----------------------------------- | --- |
| Armando Dippet        | nauczyciel transmutacji                                   | ? do 1956                   | przed pierwszym                     | emerytura lub śmierć |
| Albus Dumbledore      | nauczyciel transmutacji                                   | 1956 do kwietnia 1996       | pierwszy drugi trzeci czwarty piąty | usunięcie przez ministra magii Korneliusza Knota, gdy Harry ćwiczył „Gwardie Dumbledore’a”, zdradzony przez Mariettę Edgecombe a dyrektor wziął winę na siebie |
| Dolores Jane Umbridge | nauczyciel Obrony przed Czarna Magią Wielki Inkwizytor    | kwiecień do czerwca 1996    | Piąty                               | usunięcie przez ministra magii Korneliusza Knot po tym jak sam zobaczył Lorda Voldemorta i wymuszone przez Dumbledore’a                                        |
| Albus Dumbledore      | dyrektor Hogwartu                                         | lipiec 1996 do czerwca 1997 | Szósty                              | śmierć z ręki Severusa Snape’a |
| Severus Snape         | nauczyciel eliksirów nauczyciel Obrony przed Czarna Magią | lipiec 1997 do maja 1998    | siódmy                              | ucieczka ze stanowiska / śmierć z ręki Voldemorta |
| Minerwa McGonagall    | nauczyciel transmutacji                                   | czerwiec 1998 do 2021 roku  | ósmym                               | emerytura |

## Pracownicy
Lista nauczycieli i pracowników szkoły Hogwart z cyklu powieści Joanne Kathleen Rowling o Harrym Potterze.

### Struktura
Nauczyciele
- Zaklęcia i uroki → Filius Flitwick
- Transmutacja:
  - wcześniej → Albus Dumbledore
  - 1. – 7. rok → Minerwa McGonagall
- Eliksiry:
  - wcześniej → Horacy Slughorn
  - 1. – 5. rok → Severus Snape
  - 6. – 7. rok → Horacy Slughorn
- Zielarstwo:
  - wcześniej → Herbert Beery
  - 1. – 7. rok → Pomona Sprout
  - później → Neville Longbottom
- Obrona przed czarną magią:
  - wcześniej → Galatea Merrythought
  - 1. rok → Kwiryniusz Quirrell
  - 2. rok → Gilderoy Lockhart
  - 3. rok → Remus Lupin
  - 4. rok → Barty Crouch Jr. pod postacią Alastora „Szalonookiego” Moody’ego
  - 5. rok → Dolores Jane Umbridge
  - 6. rok → Severus Snape
  - 7. rok → Amycus Carrow
- Latanie na miotłach → Rolanda Hooch
- Mugoloznawstwo:
  - wcześniej → Kwiryniusz[16] Quirrell
  - 1. – 6. rok → Charity Burbage
  - 7. rok → Alecto Carrow
- Numerologia → Septima Vector
- Starożytne runy → Bathsheda Babbling
- Astronomia → Aurora Sinistra
- Opieka nad magicznymi stworzeniami:
  - 1. – 2. rok → Silwanus Kettleburn
  - całe 3., 6. i 7.; w większości 4.; w połowie 5. rok → Rubeus Hagrid
  - częściowo 4.; w połowie 5. rok → Wilhelmina Grubbly-Plank
- Wróżbiarstwo:
  - całe 1. – 4.; częściowo 5.; na zmianę z Firenzo 6. – 7. rok → Sybilla Trelawney
  - częściowo 5. i na zmianę z Trelawney 6. – 7. rok → centaur Firenzo
- Historia magii → Cuthbert Binns

- Dyrektor i zastępcy:

- Woźny:
  - wcześniej → Apollion Pringle
  - 1. – 7. rok → Argus Filch
- Pielęgniarka → Poppy Pomfrey
- Gajowy:
  - wcześniej → Ogg
  - 1. – 7. rok → Rubeus Hagrid
- Bibliotekarka → Irma Pince
- Opiekun Gryffindoru → Minerwa McGonagall
- Opiekun Hufflepuffu → Pomona Sprout
- Opiekun Ravenclawu → Filius Flitwick
- Opiekun Slytherinu → Severus Snape, po jego uciecze w 7. tomie Horacy Slughorn

### Cuthbert Binns
Cuthbert Binns – w czasach akcji cyklu powieści był duchem, nauczycielem historii magii Hogwarcie. Jest opisany jako najnudniejszy nauczyciel. Zapadał w drzemkę, kiedy uczniowie zapisywali długie listy nazwisk i dat.
Pewnego wieczoru zasnął przed kominkiem w pokoju nauczycielskim, a kiedy się obudził, by iść na lekcje, nie miał już ciała.
W drugim tomie opowiedział legendę o Komnacie Tajemnic. On sam jednak uważał, że nie ma żadnej komnaty. W filmie zrobiła to Minerwa McGonnagall.
Nie pojawił się w jakiejkolwiek ekranizacji książki.

### Firenzo
Firenzo (ang. Firenze) – centaur leśny o jasnej sierści. W Kamieniu Filozoficznym obronił Harry’ego przed profesorem Quirrellem, który dla Voldemorta wykorzystującego jego ciało, zabił jednorożca w Zakazanym Lesie.
Od 5. części cyklu o Harrym Potterze naucza w Hogwarcie wróżbiarstwa, za co został skazany na śmierć przez swoich współbraci (centaury uważają służbę człowiekowi za największą hańbę) i musiał uciekać z Zakazanego Lasu. Jest miły, spokojny, czego nie można powiedzieć o jego stadzie. Uwielbiają go uczennice Parvati Patil oraz Lavender Brown. Natomiast nie przepadają za nim Hermiona Granger i Sybilla Trelawney.
W 6. tomie Dumbledore rozdzielił poszczególne roczniki tak, by uczyli je naprzemiennie Firenzo i Sybilla Trelawney, jednak wnuczka sławnej wróżbitki nie jest tą zmianą zachwycona – przezywa Firenza „Chabeta”. Jego klasa znajduje się w sali nr 11, która została tak przygotowana, by jak najbardziej przypominała las. Panuje w niej zawsze noc, by uczniowie mogli studiować ruchy gwiazd.

### Filius Flitwick
Filius Flitwick – profesor zaklęć i uroków, który jest tak niski, że musi za swoim biurkiem stać na stosie książek. Jego gabinet znajduje się na siódmym piętrze przy podstawie zachodniej baszty. Jest postacią epizodyczną.
W jego żyłach płynie trochę ludzkiej i trochę goblińskiej krwi, mimo to posiada olbrzymie zdolności magiczne. Nieco zabawny, ale sympatyczny. Ma piskliwy głos. Wiemy, że jego ulubiony napój to syrop wiśniowy z wodą sodową, do tego kilka kostek lodu i obowiązkowo parasolka. Jest lubianym nauczycielem oraz opiekunem domu Ravenclaw. Można liczyć na jego pomoc oraz dobre serce.
Filius to znakomity czarodziej i według pogłosek w młodości był mistrzem pojedynkowania się. Jest bardzo uczuciowym człowiekiem. Świadczy o tym m.in.:
- po porwaniu Ginny Weasley do Komnaty Tajemnic dosłownie zalał się łzami;
- kiedy dowiedział się, że sławny Harry Potter jest w klasie, spadł z wrażenia z podestu;
- kiedy dowiedział się, że Harry wyznał prawdę o Voldemorcie, dał mu pudło pełne cukrowych myszy.

W 7 tomie, podczas bitwy o Hogwart zabił Antonina Dołohowa.

### Gilderoy Lockhart
Gilderoy Lockhart – kawaler Orderu Merlina Trzeciej Klasy i pięciokrotnym laureatem nagrody Najbardziej Czarującego Uśmiechu tygodnika „Czarownica”.
Lockhart był bardzo kiepskim, aczkolwiek bardzo sławnym czarodziejem. Wydał mnóstwo książek opisujących unicestwiania stworów czarnoksięskich, lecz – jak dowiadujemy się pod koniec II tomu – one wszystkie opisywały czyny innych czarodziejów, a Lockhart jedynie wyciągał od nich informacje, po czym rzucał na nich zaklęcie zapomnienia. W 1992 został powołany na nauczyciela obrony przed czarną magią. Jednak w czasie, gdy „nauczał” w szkole, ponownie została otwarta Komnata Tajemnic. Gdy potwór z Komnaty porwał uczennicę (siostrę Rona, Ginny Weasley), wszyscy oczekiwali, że zainterweniuje, lecz gdy tylko o tym usłyszał, zaczął pakować walizki. Harry i Ron chcieli mu pomóc, a gdy zobaczyli, iż wcale nie ma zamiaru ratować Ginny, zmusili go do tego. Gdy odszukali wejście do Komnaty i zeszli do niej, Lockhart wyrwał Ronowi różdżkę i chciał na chłopców rzucić zaklęcie zapomnienia. Nie wiedział jednak, że różdżka Rona była zepsuta, w wyniku czego zaklęcie odbiło się rykoszetem w niego samego i stracił pamięć. Został wysłany do Szpitala św. Munga, gdzie go leczono. Gdy po trzech latach Harry, Ron i Hermiona spotkali go na oddziale chorób nieuleczalnych, Lockhart już potrafił pisać i rozdawał autografy.
W jednym z wywiadów Rowling ujawniła, że uraz Lockharta jest trwały i że został w Szpitalu Świętego Munga do końca życia.
Gilderoy Lockhart wydał wiele książek mówiących o czynach różnych czarodziejów, które przypisał sobie. Oto kilka z nich:
- Jak pozbyć się upiora
- Jak zaprzyjaźnić się z ghulami
- Moje magiczne ja (autobiografia)
- Podróże z wampirami
- Rok z yeti
- Wakacje z wiedźmami
- Weekend z wilkołakiem
- Wędrówki z trollami
- Włóczęgi z wilkołakami
- Poradnik zwalczania szkodników domowych

### Minerwa McGonagall
Minerwa McGonagall (ur. 4 października 1935) – dwukrotna dyrektorka Hogwartu (po śmierci Albusa Dumbledore’a oraz po śmierci Severusa Snape’a), nauczycielka transmutacji, opiekunka Gryffindoru, jedna z członkiń Zakonu Feniksa. Jest animagiem, potrafi przemienić się w charakterystyczną kotkę z czarnymi obwódkami wokół oczu, które przypominają okulary, jakie nosi.
Również jej patronus ma kształt kota. Dowiadujemy się tego w ostatnim tomie, podczas bitwy o Hogwart, kiedy wysyła swoje patronusy z wiadomością o bitwie o zamek do innych opiekunów domów.
Jest osobą, obok której nie można przejść obojętnie. Wysoka, czarnowłosa czarownica o srogim spojrzeniu z wiecznie ściągniętymi ustami. Energiczna, bystra, już na pierwszej lekcji dała uczniom pokaz tego, co potrafi. Umie utrzymać ciszę w klasie bez podnoszenia głosu. Jest stanowcza i wymagająca. Mimo swojego wyglądu i srogiej postury bardzo martwi się i troszczy o uczniów. Stara się być sprawiedliwa i wyrozumiała, lecz w granicach rozsądku. Pod tą skorupą stanowczości jest jednak serdeczną, bardzo pomocną osobą, która nie wie, co to strach.
Była przerażona tym, że Dumbledore zginął z rąk Snape’a. Nie wiedziała, dlaczego do końca mu ufał.
W młodości należała do domu, którego jest teraz opiekunką, zawsze fascynowała ją transmutacja. Jest wielką fanką quidditcha, oczywiście kibicuje Gryffindorowi. Była zachwycona tym, że Harry tak cudownie lata na miotle.
Albus Dumbledore miał do niej wielkie zaufanie.
Na każdym rozpoczęciu roku w Hogwarcie wyczytuje listę pierwszoroczniaków, którzy kolejno byli przydzielani do czterech domów Hogwartu: Gryffindor, Ravenclaw, Hufflepuff i Slytherin.
Imię Minerwa pochodzi od imienia rzymskiej bogini mądrości, nazwisko zaś od poety Williama Topaza McGonagalla, uważanego za najgorszego w historii języka angielskiego.
W 6 tomie po śmierci profesora Dumbledore’a jako zastępca dyrektora tymczasowo przejęła jego stanowisko.
W ostatniej części, uczy nadal w Hogwarcie przejętym przez Voldemorta i walczy z Czarnym Panem w Bitwie o Hogwart, która zostaje stoczona pod koniec tomu. Pomaga też uczniom w ewakuacji przed decydującą bitwą. Była ona podczas pobytu Harry’ego w Hogwarcie jednym z jego najważniejszych mentorów, bowiem pomogła dostać się Harry’emu do drużyny Quidditcha w pierwszej klasie, mimo że przepisy tego zabraniały, służyła mu pomocą w Turnieju Trójmagicznym (w granicach obowiązujących reguł) i wspierała go w jego konflikcie z Dolores Umbridge. Harry zademonstrował wdzięczność wobec profesor McGonagall w 7. tomie, gdy rzucił na Amycusa zaklęcie Cruciatus, ponieważ ten opluł McGonagall.

### Kwiryniusz Quirrell
Kwiryniusz Quirrell – nauczyciel OPCM w 1. tomie cyklu. Na głowie nosił wielki turban, który pachniał czosnkiem.
W finale 1. tomu (w książce czerwiec 1992 roku) dowiadujemy się, że po drugiej stronie głowy Quirrella kryje się twarz Lorda Voldemorta. Quirrell chciał zabić Harry’ego, aby zdobyć Kamień Filozoficzny, który znajdował się w jego kieszeni. Jednak nie mógł tego zrobić, bo po złapaniu uciekającego Harry’ego spojrzał na swoje dłonie i zobaczył, że są „jakby poparzone do żywej kości i jaśniejące”. Było to spowodowane tym, że sprawiało mu ból samo dotknięcie Harry’ego, który był przesiąknięty miłością matki, Lily Potter, której ani Quirrell, ani Voldemort nie mogli zrozumieć. Wtedy to Harry zemdlał i, jak później się okazuje, profesor Dumbledore powstrzymuje Quirrella od odebrania Harry’emu Kamienia Filozoficznego. Quirrell umiera po tym, jak duch Lorda Voldemorta opuszcza jego ciało.
Problem z imieniem
W żadnej książce, filmie ani grze nigdy nie podano imienia profesora Quirrella, ale pojawiło się ono w dwóch innych miejscach:
- W grze karcianej firmy Wizards of the Coast opartej na fabule Harry’ego Pottera pojawiło się imię Quirenus, jednak nie jest ono uznawane za obowiązujące.
- Do czekoladowych żab produkowanych przez Master Foods były dodawane karty ze słynnymi czarodziejami, które tworzyła sama J.K. Rowling. Tam pojawiło się imię Kwiryniusz[18] (org. Quirinus)[19].

### Horacy Slughorn
Horacy Eugene Flaccus Slughorn (ang. Horace Eugene Flaccus Slughorn) – pojawia się po raz pierwszy w szóstej części opowieści, gdzie Albus Dumbledore namówił go, żeby zawiesił emeryturę i uczył dalej eliksirów. Świetnie udawał fotel. Był opiekunem Slytherinu. Bardzo często załatwiał swoim uczniom pracę na dobrze płatnych funkcjach (np. praca w „Proroku Codziennym”, Ministerstwie Magii). Założył Klub Ślimaka i posiadał ważne wspomnienie dotyczące horkruksów, które częściowo zataił przed Dumbledorem z tego względu, że w tym wspomnieniu pokazana była rozmowa jego z Tomem Riddlem o horkruksach.
Jego nazwisko pochodzi od ang. slug – ślimak (bezskorupowy) i horn – róg. Dwa z jego imion można odczytać jako nawiązanie do postaci Kwintusa Horacjusza Flakkusa. Po ucieczce Severusa Snape’a Slughorn zostaje tymczasowym opiekunem Slytherinu.
Horacy Slughorn lubił kręcić się wokół znanych osób albo osób ze znanych rodzin (np. Harry Potter, Cormac McLaggen), ale wyjątkami są Lily Evans, Hermiona Granger i Ginny Weasley.
Czubkiem głowy ledwo sięgał podbródka Dumbledore’a.
Był bardzo grubym staruszkiem o błyszczącej łysinie, srebrnych wąsach morsa i wodnistych, wyłupiastych oczach. Zawsze był ubrany z przepychem w kamizelki, których guziki ledwo opinały się na jego potężnym brzuchu. Uwielbiał robić zamieszanie lub prowadzić w teatralny sposób lekcje, to znaczy kochał wytwarzać tajemniczą aurę. Był wielkim smakoszem zarówno słodyczy, jak i trunków. Lubił cukrowe ananasy i miód pitny najlepiej od Madame Rosmerty. Jego nazwisko tłumaczy się jako rożek ślimaka. Był założycielem elitarnego „Klubu Ślimaka” zrzeszając w ten sposób najsławniejszych uczniów w szkole pod różnymi względami mieli znaną rodzinę, dobrze się uczyli, mieli jakiś wyjątkowy talent. Uwielbiał otaczać się sławami, lecz wolał stać w ich cieniu i stamtąd kierować nimi. Zawsze wiedział, jak kim pokierować by wszyscy na tym dobrze wyszli. Do jego sławniejszych uczniów należeli: Dirk Cresswell (szef Urzędu Łączności z Goblinami), Barnabasz Cuffe (redaktor „Proroka Codziennego”), Ambrozjusz Flume z Miodowego Królestwa, Gwenog Jones (kapitan Harpii z Hollyhead). Nauczał eliksirów i był opiekunem Ślizgonów zarówno w młodości, jak i po śmierci Dumbledore’a i ucieczce Snape’a. Był wielkim czarodziejem i bał się, że Voldemort może go chcieć powołać do swoich szeregów. Z tego powodu ukrywał się przez ponad rok, nie mając przez to kontaktu ze światem. To on kiedyś powiedział Tomowi Riddle’owi jak stworzyć horkruksa, w późniejszym czasie żałował i wstydził się swoich poczynań. W relacjach z Harrym przypominał trochę Gilderoya Lockharta. Traktował go jak swoją największą gwiazdę. Był dobrym przyjacielem Dumbledore’a, lecz nie walczył w kręgach Zakonu Feniksa z własnej woli. W Bitwie o Hogwart początkowo nie brał udziału, zajęty ewakuacją młodszych uczniów. Po zakończeniu ewakuacji wrócił na pole walki wraz z przybywającymi do Hogsmeade ochotnikami: absolwentami szkoły, rodzicami uczniów i innymi przeciwnikami Voldemorta. Ich atak od zewnątrz (od tyłu sił Śmierciożerców) po pozornej śmierci Harry’ego przeważył szalę zwycięstwa. W pewnej chwili Slughorn osobiście walczył z Voldemortem. Śmierć Voldemorta w pojedynku z Harrym zakończyła bitwę.

#### Klub Ślimaka
Klub Ślimaka (ang. slug club) – założony przez profesora Horacego Slughorna Klub Ślimaka zrzeszał uzdolnionych lub powiązanych z wpływowymi osobami uczniów aktualnie uczących się w Hogwarcie. Byli to szkolni faworyci profesora. Członkowie, zajmując w dorosłym życiu poważane stanowiska nie zapominali o swoim nauczycielu, toteż Horacy Slughorn miał duże znajomości w świecie Czarodziejów.
Na spotkaniach odbywających się najczęściej w gabinecie profesora, przy piwie kremowym i kandyzowanych ananasach rozprawiano o bieżących wydarzeniach.
Nazwa wywodzi się zapewne od nazwiska Slughorna (rożek ślimaka), lecz autorka mogła mieć na myśli żartobliwą nazwę modnych klubów studenckich.
Do Klubu Ślimaka należeli m.in.:

- Lily Evans
- Severus Snape
- Lucjusz Malfoy
- Rudolf Lestrange
- Dirk Cresswell
- Barnabasz Cuffe
- Ambrozjusz Flume
- Cyceron Harkiss
- Eldred Worple
- Gwenog Jones
- Tom „Lord Voldemort” Marvolo Riddle
- Harry Potter
- Hermiona Granger
- Ginny Weasley
- Cormac McLaggen
- Marcus Belby
- Blaise Zabini
- Teodor Nott
- Alecto Carrow

### Pomona Sprout
Pomona Sprout (ur. 15 maja 1938) – nauczycielka zielarstwa w Hogwarcie i opiekunka Puchonów. Jej ulubionym uczniem był Neville Longbottom. Była niska i przysadzista. Zawsze nosiła stary, dziurawy kapelusz i miała umazane ziemią ubranie. Za paznokciami miała zawsze warstwę ziemi. Jej imię nawiązuje do rzymskiej bogini sadów i ogrodów Pomony, a nazwisko oznacza po angielsku "pęd, kiełek".
W 2. tomie nauczyła na swojej pierwszej lekcji z drugą klasą, jak przesadzić mandragorę. W pierwszym dniu szkoły musiała też zająć się ranami wierzby bijącej po wypadku latającego samochodu, który uderzył w wierzbę. Tym samochodem lecieli Harry i Ron. To ona wraz z panią Pomfrey uratowała spetryfikowanych uczniów.
W szóstej części książki utrzymywała, żeby Hogwart był otwarty po śmierci Dumbledore’a.
W ostatniej książce goniła Severusa Snape’a wraz z McGonagall i Flitwickiem. Podczas bitwy o Hogwart użyła magicznych roślin, m.in. Jadowitych Tentakul, Wnykopieniek i mandragor. Gdy skończyła uczyć w Hogwarcie, jej miejsce zajął Neville.

### Sybilla Trelawney
Sybilla Patrycja Trelawney (ang. Sybill Patricia Trelawney) – nauczycielka wróżbiarstwa, wnuczka jasnowidzącej Kasandry Trelawney. (Zarówno Sybilla, jak i Kasandra są nawiązaniami do wieszczek z mitologii starożytnych). Jest to dość osobliwa postać, zamieszkująca północną wieżę Hogwartu, rzadko schodząca do innych części zamku. Sama jest święcie przekonana o swoich zdolnościach jasnowidzenia, choć jej talenty nie są zbyt pewne dla innych. Niemniej, wiele jej przewidywań − nawet tych, podczas których nie była w transie − spełniło się.
Przeszłość
Zimą 1979 roku lub wiosną 1980 roku, w Gospodzie „Pod Świńskim Łbem” przekazała Albusowi Dumbledore’owi przepowiednię dotyczącą Voldemorta, którą częściowo podsłuchał pod drzwiami Severus Snape.

OTO NADCHODZI TEN, KTÓRY MA MOC POKONANIA CZARNEGO PANA... ZRODZONY Z TYCH, KTÓRZY TRZYKROTNIE MU SIĘ OPARLI, A NARODZI SIĘ, GDY SIÓDMY MIESIĄC DOBIEGNIE KOŃCA... (...)

Nie dosłyszał drugiej części, gdyż wyrzucono go z baru.

(...) A CHOĆ CZARNY PAN NAZNACZY GO JAKO RÓWNEGO SOBIE, BĘDZIE ON MIAŁ MOC, JAKIEJ CZARNY PAN NIE ZNA... I JEDEN Z NICH MUSI ZGINĄĆ Z RĘKI DRUGIEGO, BO ŻADEN NIE MOŻE ŻYĆ, GDY DRUGI PRZEŻYJE... TEN, KTÓRY MA MOC POKONANIA CZARNEGO PANA, NARODZI SIĘ, GDY SIÓDMY MIESIĄC DOBIEGNIE KOŃCA...

Przechowywana następnie w Departamencie Tajemnic, odnosiła się do − mających się dopiero narodzić − Harry’ego Pottera i Neville’a Longbottoma. Tom Marvolo Riddle wybrał Harry’ego i jego rodziców na cel, gdyż oboje nie byli czarodziejami „czystej krwi”. Sybilla została natychmiast przyjęta na stanowisko nauczycielki wróżbiarstwa w Hogwarcie, by śmierciożercy nie dopadli jej.
Trzeci tom
Trzynaście lat później Sybilla poznała samego Harry’ego. Pod koniec roku szkolnego, w czerwcu 1994, Trelawney prowadziła egzaminy z wróżbiarstwa. Ron stwierdził, że jest to oszustka, a Harry przepowiedział jej, że widzi Hardodzioba, ale całego i zdrowego. Następnie wpadła w trans i wypowiedziała drugą przepowiednię dotyczącą powrotu Voldemorta dzięki pomocy „Glizdogona”. Harry powiązał ją mylnie z Syriuszem Black.

TO SIĘ STANIE DZISIAJ. CZARNY PAN SPOCZYWA SAMOTNY, BEZ PRZYJACIÓŁ, PORZUCONY PRZEZ SWOICH WYZNAWCÓW. JEGO SŁUGA BYŁ UWIĘZIONY PRZEZ DWANAŚCIE LAT. DZISIAJ, PRZED PÓŁNOCĄ, SŁUGA ROZERWIE ŁAŃCUCHY I WYRUSZY W DROGĘ, BY POŁĄCZYĆ SIĘ ZE SWOIM PANEM. CZARNY PAN POWSTANIE Z JEGO POMOCĄ, JESZCZE BARDZIEJ POTĘŻNY I STRASZNY NIŻ PRZEDTEM. DZIŚ... PRZED PÓŁNOCĄ... SŁUGA... WYRUSZY... BY POŁĄCZYĆ SIĘ... ZE SWOIM... PANEM...

Czwarty tom
Sybilla była świadkiem jak Harry doznał wizji. Voldemort był wściekły na Petera Pettigrew, że ktoś wyrwał się spod jego kontroli, ale też nieco udobruchany, że zginął. Harry nie wyjawił jej tego co widział, tylko wybiegł z jej klasy.
Piąty tom
Sybilla Trelawney zawsze przepowiadała Harry’emu rychłą śmierć do czasu, kiedy wściekła się na wizytującą jej lekcje Dolores Umbridge – Wielkiego Inkwizytora Hogwartu. Sybilla przepowiedziała chłopcu, że dożyje sędziwego wieku, zostanie Ministrem Magii i będzie miał 12 dzieci. W końcu Umbridge wyrzuciła ją z posady, ale Albus Dumbledore nie dopuścił by została wyrzucona ze szkoły. Wtedy wróżbiarstwa zaczął nauczać centaur Firenzo. Dopiero pod koniec roku Harry poznał całość pierwszej przepowiedni Sybilli.
Szósty tom
Sybilla lubiła wypić kuchenne sherry, które chowała w pokoju życzeń. Widać było, że ma z tym problem. To również ona wyczytała z kart śmierć Dumbledore’a („wieża rozjarzona błyskawicami”), ale nikt nie chciał jej słuchać.
Siódmy tom
Podczas bitwy o Hogwart rzuca kryształowymi kulami w śmierciożerców.

### Galatea Merrythought
Galatea Merrythought – czarownica nieznanego statusu krwi, ucząca obrony przed czarną magią w Szkole Magii i Czarodziejstwa w Hogwarcie za czasów Armanda Dippeta. Galatea uczyła w Hogwarcie około 50 lat. Powiedział tak Albus Dumbledore do Harry’ego Pottera w roku szkolnym 1996/1997. Jeżeli więc wiadomo, że odeszła na emeryturę w 1945 roku to początek jej pracy wypada ok. roku 1895. Na tej podstawie można też wywnioskować datę urodzenia – do nauczania w Hogwarcie potrzeba było mieć skończone 17 lat, a więc Galatea urodziła się ok. 1878 r. lub wcześniej. Jeżeli nadal żyje ma ponad 140 lat, co jest możliwe wiedząc, że czarodzieje na ogół żyją dłużej.
Wśród jej uczniów musiał być Albus Dumbledore, Aberforth Dumbledore, Elfias Doge, Horacy Slughorn, a w późniejszych latach Rubeus Hagrid i Tom Riddle. Gdy Galatea postanowiła przejść na emeryturę, ówczesny dyrektor Hogwartu dwukrotnie odmówił tej właśnie posady Tomowi Riddle’owi.

### Argus Filch
Argus Filch – woźny w Hogwarcie. Ma ukochaną kotkę Panią Norris, która pomaga mu w śledzeniu uczniów, którzy coś przeskrobali. Nie zezwala na wchodzenie na 3. piętro w zamku. Bardzo denerwuje się na uczniów i wszystkich nie lubi. Filch nauczył kotkę, żeby chodziła za Hagridem, gdy ten jest w szkole. Nie potrafi czarować (jest charłakiem). W drugim tomie stara się zdać korespondencyjny kurs czarodziejstwa, Wmigurok, i wstydzi się do tego przyznać. Od początku dyrektorstwa Dumbledore’a stara się go przekonać, aby powrócił do tradycyjnych sposobów karania uczniów (np. wieszania ich pod sufitem). Zna wiele tajemnych przejść w Hogwarcie, ale więcej odkryli lista postaci cyklu Harry Potter#Huncwoci.
Harry Potter był tylko raz w jego pokoju. Filch złapał go jak miał błoto na butach i Harry nieświadomie roznosił je po Hogwarcie. Duch Gryffindoru uratował Harry’ego, kazał Irytkowi przewrócić szafę w Izbie Pamięci. Fred i George opowiadali, że Filch złapał ich wielokrotnie np. podczas używania niedozwolonych czarów.
W 5. tomie pomagał Dolores Jane Umbridge odnaleźć miejsce ćwiczeń Gwardii Dumbledore’a. W 7. tomie nadzorował ewakuację szkoły wraz z Poppy Pomfrey.

### Poppy Pomfrey
Madame Poppy Pomfrey – pielęgniarka pracująca w skrzydle szpitalnym w Hogwarcie. Dzięki jej pomocy wiele osób szybko wyzdrowiało.
W książce pojawiła się już w Harry Potter i Kamień Filozoficzny. Wtedy Ron Weasley poszedł do pani Pomfrey, gdy został ugryziony przez Norberta, młodego smoka należącego do Hagrida. Ron powiedział jej, że został ugryziony przez psa, bo trzymanie smoków było nielegalne. Także po walce z Profesorem Quirrellem Harry spędził trzy dni pod opieką pani Pomfrey.
W drugiej części Poppy Pomfrey uleczyła Harry’ego, kiedy w meczu Quidditcha Harry złamał rękę, a później Gilderoy Lockhart usunął mu z tej ręki 32 kości. Pomagała też osobom spetryfikowanym przez Bazyliszka.
Pani Pomfrey udawało się wyleczyć prawie wszystkich uczniów i pracowników szkoły z ich dolegliwości, jednakże zdarzyły się wyjątki. W 5. części nie udało się wyleczyć Minerwy McGonagall po tym, jak została oszołomiona 4 zaklęciami naraz, a także Katie Bell w 6. części, oba przypadki zostały przewiezione do Szpitala św. Munga.
W Księciu Półkrwi pani Pomfrey zaopiekowała się Ronem, kiedy został otruty, oraz Harrym, gdy został uderzony pałką do Quidditcha przez Cormaca McLaggena oraz opiekowała się Billem, kiedy został ugryziony przez wilkołaka, Fenrira Greybacka.
W 7. tomie nadzorowała ewakuację szkoły wraz z Filchem, aby niepełnoletni uczniowie bezpiecznie opuścili zamek, przed zbliżającą się wojną.

### Pozostali
- Charity Burbage – nauczycielka mugoloznawstwa w Szkole Magii i Czarodziejstwa Hogwart. Pisywała artykuły do „Proroka Codziennego” w którym przekonywała społeczność czarodziejską do nieszkodliwości urodzonych wśród mugoli, związków mieszanych oraz do samych mugoli. W siódmym tomie została zamordowana przez Lorda Voldemorta.
- Dilys Derwent – była dyrektorka Hogwartu (1741-1768) najprawdopodobniej poprzedniczka Everarda, pracowała również w Szpitalu im. Św. Munga (1722-1741). Jej portret wisi w tymże szpitalu oraz w gabinecie dyrektora Hogwartu. Na obrazie wiszącym w gabinecie w Hogwarcie była to „starsza czarownica z długimi srebrnymi lokami”.
- Armando Dippet – były dyrektor Hogwartu, poprzednik Albusa Dumbledore’a. Jego portret wisi wraz z portretami innych dyrektorów w gabinecie dyrektora Hogwartu. Ulubionym uczniem Dippeta był Tom Marvolo Riddle.
- Everard – jeden z najsławniejszych dyrektorów Hogwartu. Prawdopodobnie następca Dilys Derwent, a jego następcą był najprawdopodobniej Fineas Nigellus. Jego portret wisi w gabinecie dyrektora Hogwartu. Przedstawiony jako „Blady czarodziej z krótką czarną grzywką”.
- Dexter Fortescue – były dyrektor Hogwartu. Jego portret wisi w gabinecie dyrektora Hogwartu. Przedstawiony jest jako drobny staruszek z trąbką do ucha.
- Wilhelmina Grubbly-Plank – zastępowała Hagrida na lekcji opieki nad magicznymi stworzeniami. Występowała w czwartym i piątym tomie przygód Harry’ego Pottera. Wielu uczniów uważało ją za lepszą nauczycielkę niż Hagrid.
- Madam Rolanda Hooch – nauczycielka latania na miotłach oraz sędzia quidditcha. Ma krótkie, szare włosy i żółte oczy jastrzębia.
- Silwamus Kettleburn – starzec, który był profesorem opieki nad magicznymi stworzeniami. Na początku trzeciego roku ogłoszono, że odszedł na emeryturę.
- Madam Irma Pince – bibliotekarka Hogwartu z wyglądu przypominająca wygłodniałego sępa. Dość despotyczna, ma wielki szacunek do książek i pilnuje, żeby w jej bibliotece panował ład, porządek i cisza. Pomagała Harry’emu znaleźć książki, które pomogły mu rozwiązać zadania w Turnieju Trójmagicznym.
- Apollion Pringle (ang. Apollyon Pringle) – woźny Hogwartu z czasów, gdy do szkoły chodziła Molly Weasley. Pringle przyłapał ją i jej przyszłego męża (Artur Weasley) na schadzce, a pan Weasley do dziś nosi ślady po tym spotkaniu[22].
- Aurora Sinistra – nauczycielka astronomii. Uczyła w Wieży Astronomicznej, najwyższej w Hogwarcie.
- Wilkie Twycross – uczący na szóstym roku teleportacji. Jego znakomita metoda to CWN (cel, wola i namysł), w angielskiej wersji − metoda three D's (Destination, Determination and Deliberation).
- Septima Vector – nauczycielka numerologii. Uwielbiała zadawać swoim uczniom skomplikowane prace domowe. Numerologia była ulubionym przedmiotem Hermiony.
- Herbert Beery – nauczyciel zielarstwa za czasów dyrektora Armanda Dipetta. Próbował wystawić sztukę „Fontanna Szczęśliwego Losu”, ale skończyło się to katastrofą. Gdy opuścił Hogwart został wykładowcą w Czarodziejskiej Akademii Teatralnej.

## Domy
W szkole istniały cztery domy, do których Tiara Przydziału kierowała uczniów pierwszego roku. W czasie roku szkolnego rywalizowały one ze sobą, zdobywając lub tracąc punkty za aktywność na zajęciach oraz udział w rozmaitych wydarzeniach. Na koniec roku nagradzano zwycięski dom Pucharem Domów.
Ponadto każdy z domów miał swoją drużynę quidditcha, która z kolei konkurowała z innymi o Puchar Quidditcha.
Każdy z domów miał także swojego opiekuna. Do jego obowiązków należało: przekazywanie podopiecznym najważniejszych informacji, chronienie przed zagrożeniami oraz nakładanie stosownych kar.
Domy składały się z pokoju wspólnego, wyposażonego w kominek, sofy, fotele i stoliki oraz dormitoriów – dla chłopców i dla dziewcząt. Pokoje wspólne umiejscowiono w wieżach lub w podziemiach zamku, a ozdabiane były barwami oraz symbolami swych patronów. Dostać się do poszczególnego domu mogli tylko mieszkańcy tego domu, ponieważ lokalizacja wejścia oraz hasło były ściśle strzeżone.

### Gryffindor
Osoby należące do tego domu nazywano Gryfonami. Charakteryzowała je odwaga, męstwo, dzielność, szczerość i uczciwość. Jego zwierzęciem był lew, a barwami złoto i szkarłat. Podczas trwania serii, opiekunem tego domu była nauczycielka transmutacji, Minerwa McGonagall, a jego duchem Prawie Bezgłowy Nick.
Pokój wspólny Gryfonów znajdował się na siódmym piętrze w Wieży Gryffindoru. Wejścia strzegła Gruba Dama, z wyjątkiem krótkiego okresu w III tomie, kiedy to Syriusz Black próbował się tam włamać. Traumatyczne wydarzenie spowodowało, że zastąpić ją musiał sir Cadogan.
Po podaniu hasła obraz odchylał się, a przez otwór w ścianie widać było pokój wspólny Gryffindoru. Na szczycie spiralnych schodów znajdowały się dormitoria. Kiedy chłopcy próbowali dostać się do sypialni dziewcząt, schody zamieniały się w zjeżdżalnię.

### Hufflepuff
Mieszkańcy tego domu to Puchoni – osoby pracowite, uczynne i sprawiedliwe. Symbolem Hufflepuffu jest borsuk, a kolory to żółty i czarny. Opiekunem domu była nauczycielka zielarstwa Pomona Sprout, duchem zaś Gruby Mnich.
Wejście do pokoju wspólnego Puchonów jest ukryte za wnęką z beczkami, niedaleko kuchni. Aby dostać się do środka, należy wystukać rytm „Helgi Hufflepuff" w dwie baryłki od dołu w środkowym rzędzie. Pokój wypełnia wiele żółtych kotar, wygodnych foteli i małe podziemne tunele prowadzące do dormitoriów, wszystkie mające okrągłe drzwi, jak wieczko od beczki.
Jeśli uczeń z domu innego niż Hufflepuff spróbuje wejść do pokoju wspólnego lub jeśli ktoś zapuka błędnie albo w niewłaściwą baryłkę, zostanie oblany octem.

### Ravenclaw
W tym domu najbardziej ceni się mądrość i bystrość, a mieszkańcami są Krukoni. Opiekunem jest nauczyciel zaklęć – Filius Flitwick, natomiast duchem Szara Dama. Zwierzęciem Ravenclaw był orzeł, a kolorami brąz i niebieski (w filmie orła zastąpiono krukiem, a brąz zastąpiono srebrem).
Wejściem były drzwi bez klamki i dziurki od klucza, jedynie z kołatką w kształcie orła, a żeby dostać się do środka, należało odpowiedzieć poprawnie na pytanie. W przypadku błędnej odpowiedzi pozostawało czekać na kogoś, kto zna właściwe rozwiązanie, dopiero wtedy orzeł wpuści uczniów do środka.
Dom znajduje się w zachodniej wieży. Pokój wspólny jest okrągły, mający olbrzymie okna z widokiem na błonia. Znajduje się tam także posąg założycielki Roweny Ravenclaw wraz z repliką jej diademu. Na suficie namalowane jest gwiaździste niebo.

### Slytherin
Mieszkańców nazywano Ślizgonami. W Slytherinie ceniono spryt i ambicję. Opiekunami byli nauczyciele eliksirów Severus Snape i Horacy Slughorn, a duchem Krwawy Baron. Zwierzęciem domu jest wąż, a jego barwami szmaragd i srebro. Do Slytherinu przyjmowano tylko osoby o czystej krwi lub półkrwi, wykluczając czarodziei pochodzenia mugolskiego. Ślizgoni mieli negatywną reputację, gdyż to z ich domem związana była duża część najbardziej znanych czarnoksiężników, w tym Voldemort oraz jego najsłynniejsi poplecznicy.
Pokój wspólny Slytherinu mieścił się w lochach. Miał kamienne ściany i niskie sklepienie. Z sufitu zwisały na łańcuchach zielonkawe lampy. Fakt, iż znajdował się pod jeziorem, pogłębiał jeszcze efekt zielonkawego oświetlenia.

## Pomieszczenia

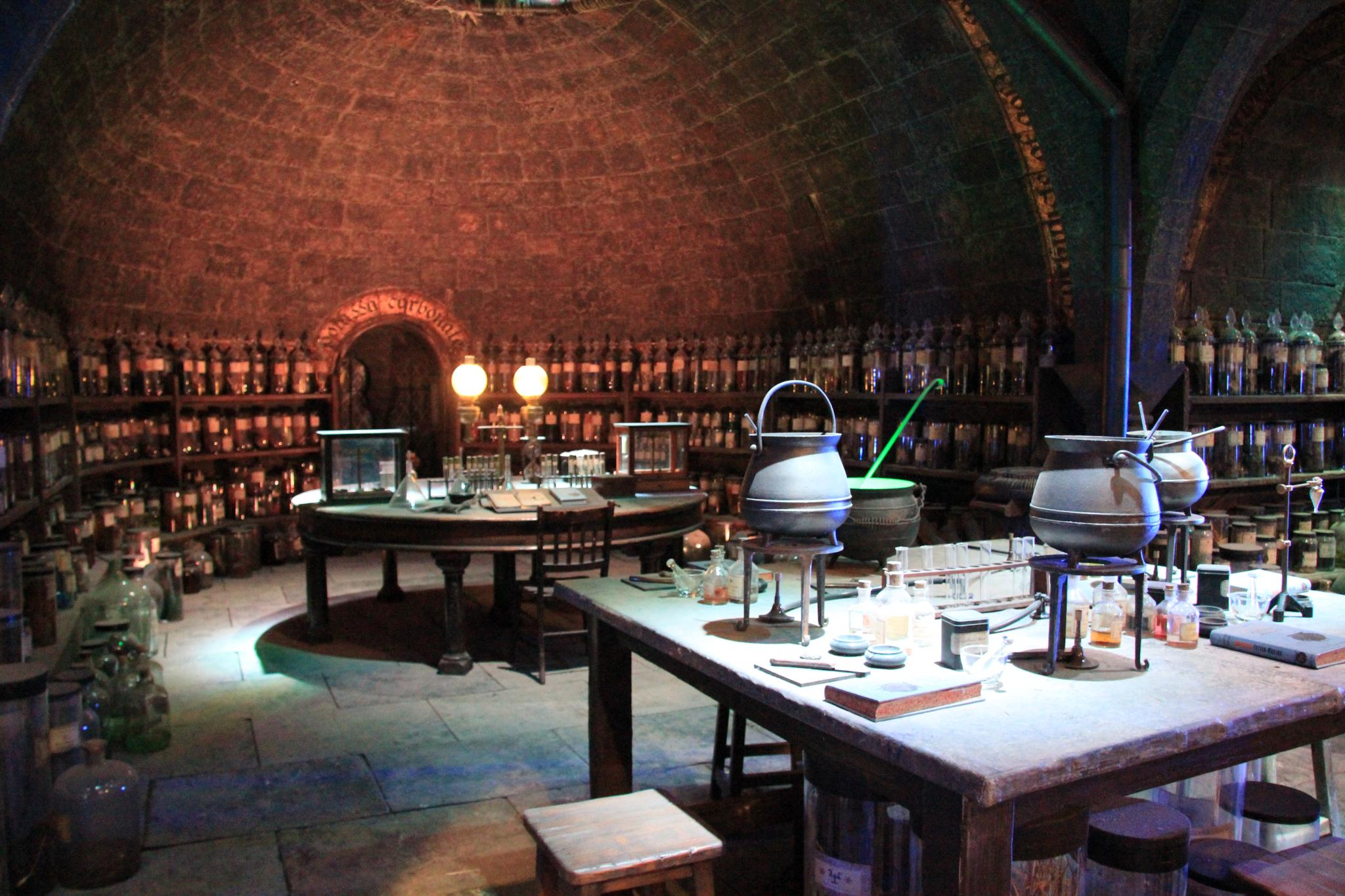
Sala eliksirów

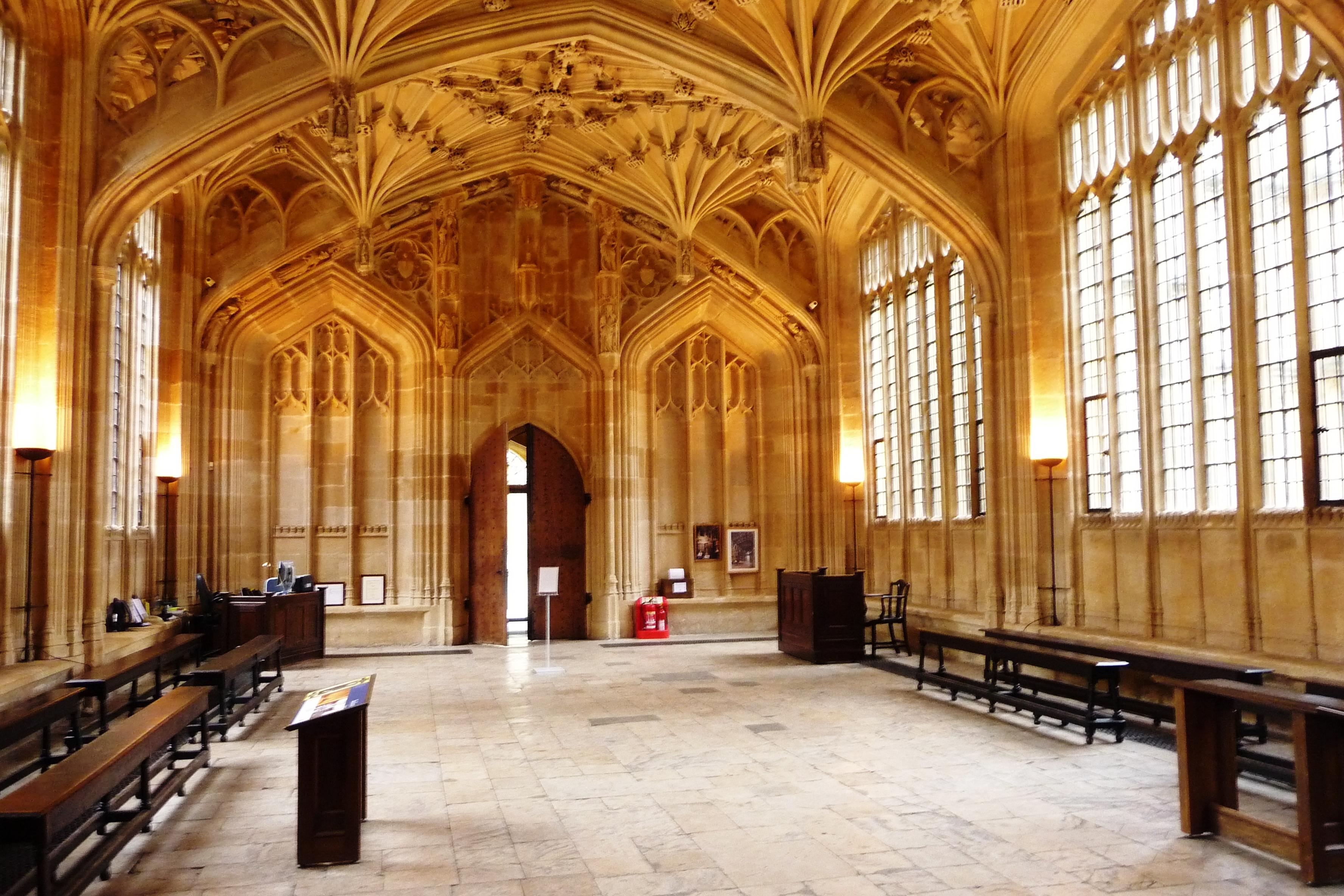
Skrzydło szpitalne

W zamku odbywała się nie tylko nauka. Struktura zamku przypominała labirynt. Dodatkowo niektóre pomieszczenia zmieniały swoją lokalizację.
W podziemiach znajdowały się m.in. pokoje wspólne Ślizgonów i Puchonów, sala eliksirów i gabinet nauczyciela eliksirów, kuchnia oraz Komnata Tajemnic.
Na parterze były: sala wejściowa, Wielka Sala, pokój nauczycielski, sala wróżbiarstwa (w której uczył Firenzo) i gabinet Argusa Filcha.
Na pierwszym piętrze znajdowało się skrzydło szpitalne, gabinet profesor McGonagall, sala mugoloznawstwa, sala zaklęć, sala historii magii oraz łazienka Jęczącej Marty.
Na drugim piętrze znajdował się gabinet nauczyciela obrony przed czarną magią oraz wejście do gabinetu dyrektora (według IV tomu; później od tomu VI wejście to znajduje się na piętrze siódmym).
Na trzecim piętrze były: sala obrony przed czarną magią, skrzydło szpitalne (według IV tomu), Izba Pamięci i korytarz prowadzący do sali kamienia filozoficznego. Stał tam również posąg jednookiej wiedźmy strzegący tajnego wejścia do korytarza prowadzącego do Hogsmeade.
Na czwartym piętrze ulokowane zostały biblioteka, korytarz i schody prowadzące do łazienki prefektów oraz klasa, w której stało Zwierciadło Ain Eingarp.
Na piątym piętrze była łazienka prefektów oraz bagno wyczarowane przez Freda i George’a Weasleyów.
Na szóstym znajdowała się łazienka chłopców, miejsce pojedynku Harry’ego Pottera z Draco Malfoyem w VI tomie.
Na siódmym piętrze był Pokój Życzeń, gabinet profesora Flitwicka (trzynaste okno na prawo od Wieży Zachodniej) a także wejścia na wieże: Zachodnią (mieszczącą sowiarnię), Gryffindoru (z pokojem wspólnym Gryfonów), Północną (z salą wróżbiarstwa Sybilli Trelawney), Astronomiczną (najwyższą wieżę zamku, na której odbywały się nocne zajęcia z astronomii), Ravenclawu (z pokojem wspólnym Krukonów) oraz wieżę, w której znajdowały się Gabinet Dyrektora i jego mieszkanie.
Nie jest znane położenie sali transmutacji. Wiadomo tylko, że znajdowała się daleko od gabinetu Dolores Umbridge.

### Gabinet Dyrektora

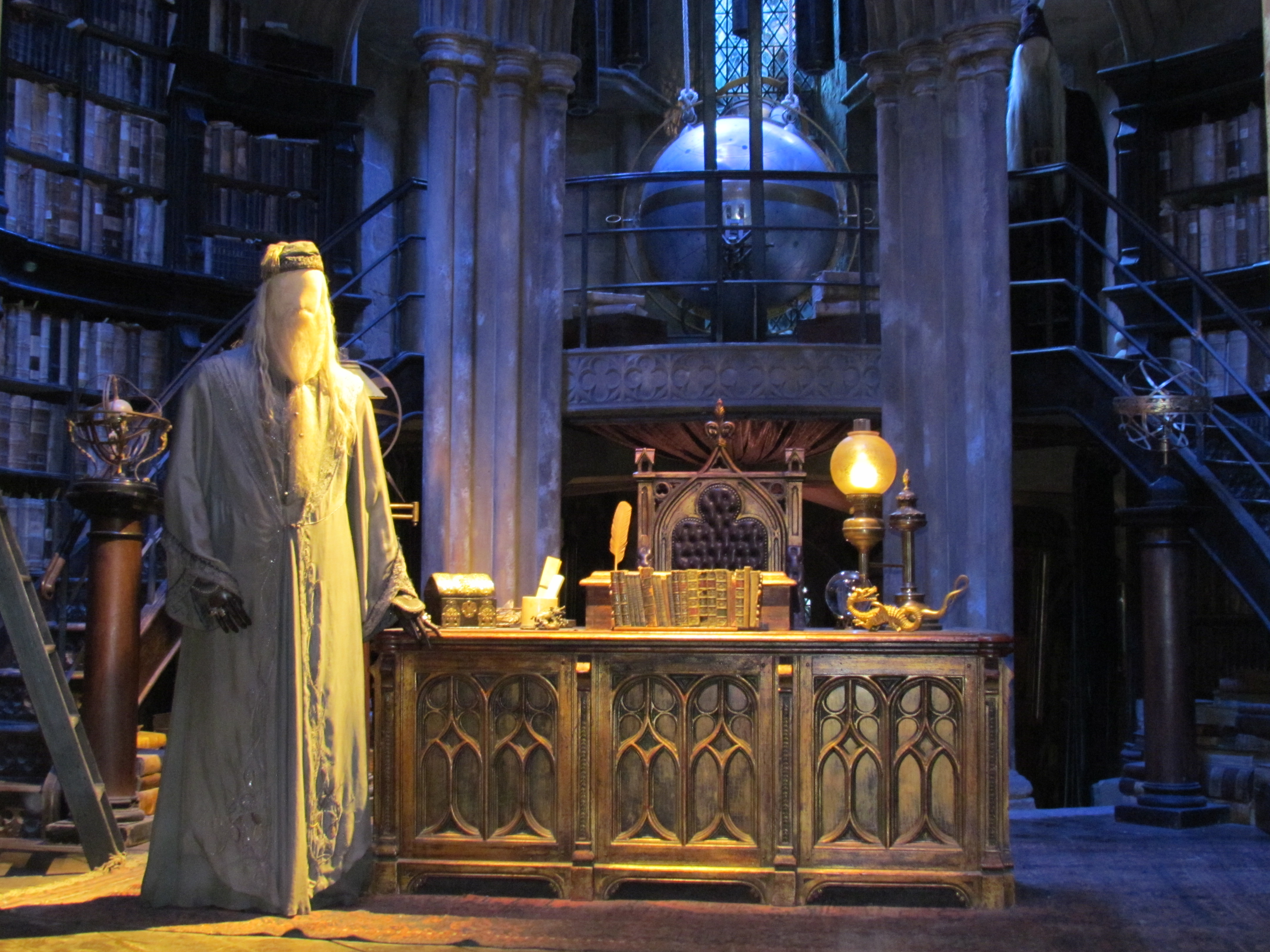
Gabinet Dumbledore’a

Umiejscowiony w wieży gabinet miał kształt owalu. Na jego ścianach wisiały portrety poprzednich dyrektorów szkoły. Tuż za biurkiem znajdował się regał, na którym spoczywała Tiara Przydziału. W pomieszczeniu znajdowały się również: kominek, myślodsiewnia i wiele innych srebrnych instrumentów, regały z książkami, krzesła dla gości, a obok wejścia złoty drążek, na którym zazwyczaj siedział feniks Fawkes.
Gabinet był jednym z najlepiej strzeżonych pomieszczeń w zamku; jego wejścia pilnował posąg chimery wpuszczający tylko osoby znające hasło. Za czasów Albusa Dumbledore’a hasłami były zazwyczaj nazwy słodyczy, np. kwachy.
Zamknął się, gdy urząd objęła na krótko Dolores Jane Umdbridge. Jego funkcję przejął gabinet nauczyciela obrony przed czarna magią, należący do Umbridge.

### Wielka Sala

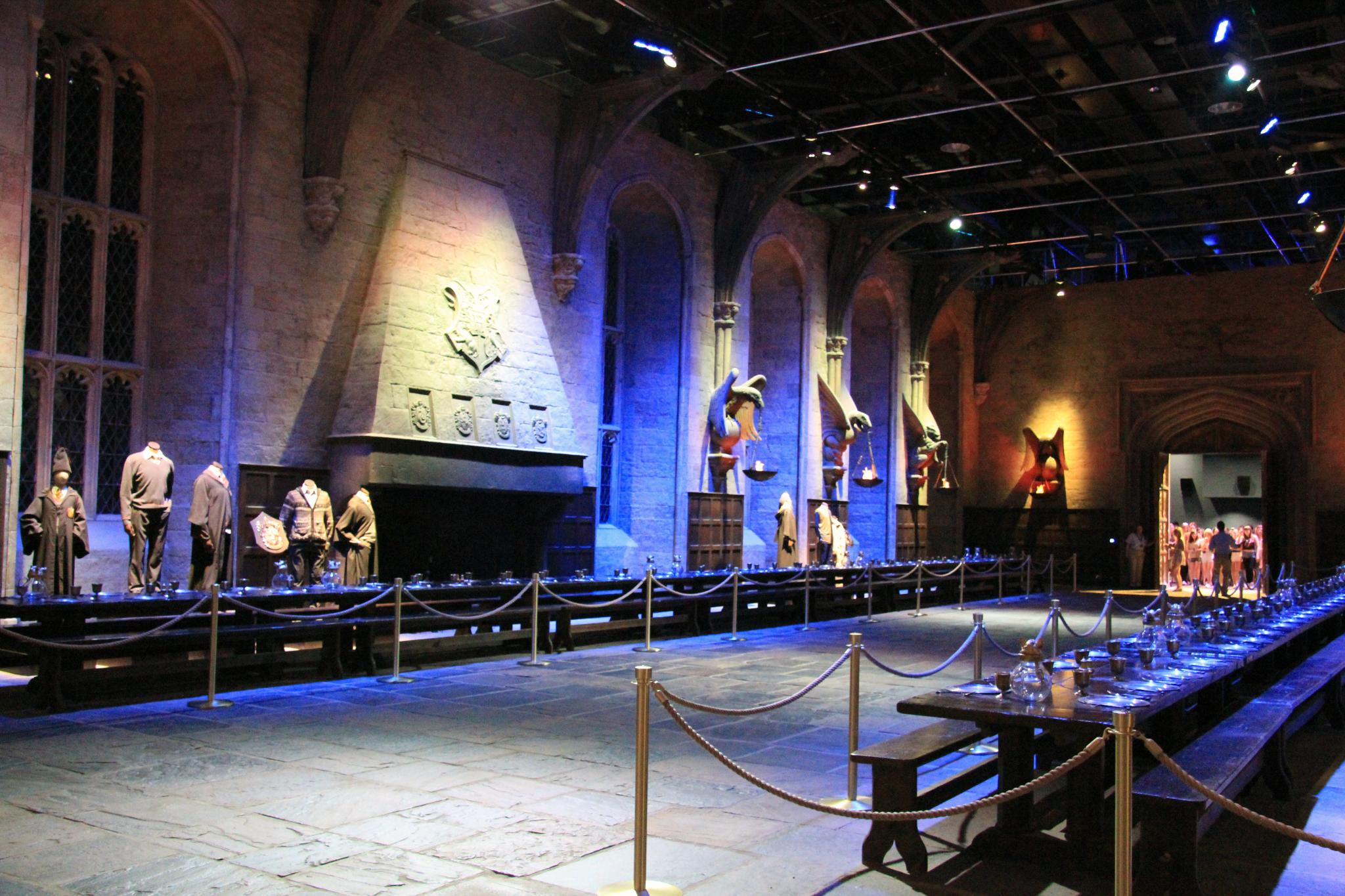
Wielka Sala

W Wielkiej Sali zazwyczaj stało pięć stołów – po jednym dla każdego z domów oraz jeden dla nauczycieli. Najbliżej wejścia umiejscowiono stół Ślizgonów, następnie stół Krukonów, Puchonów i Gryfonów. Nauczyciele zasiadali przy stole u szczytu. Wielka Sala znajdowała się bezpośrednio nad kuchnią, z której skrzaty domowe wysyłały w magiczny sposób posiłki. Sklepienie pomieszczenia zaczarowano tak, by wyglądało jak niebo na zewnątrz i zmieniało się wraz z pogodą oraz porą dnia.
Oprócz posiłków odbywały się w Wielkiej Sali Ceremonie Przydziału, egzaminy, bale i lekcje teleportacji. W trakcie bitwy o Hogwart do Wielkiej Sali znoszono rannych i zabitych.

### Komnata Tajemnic

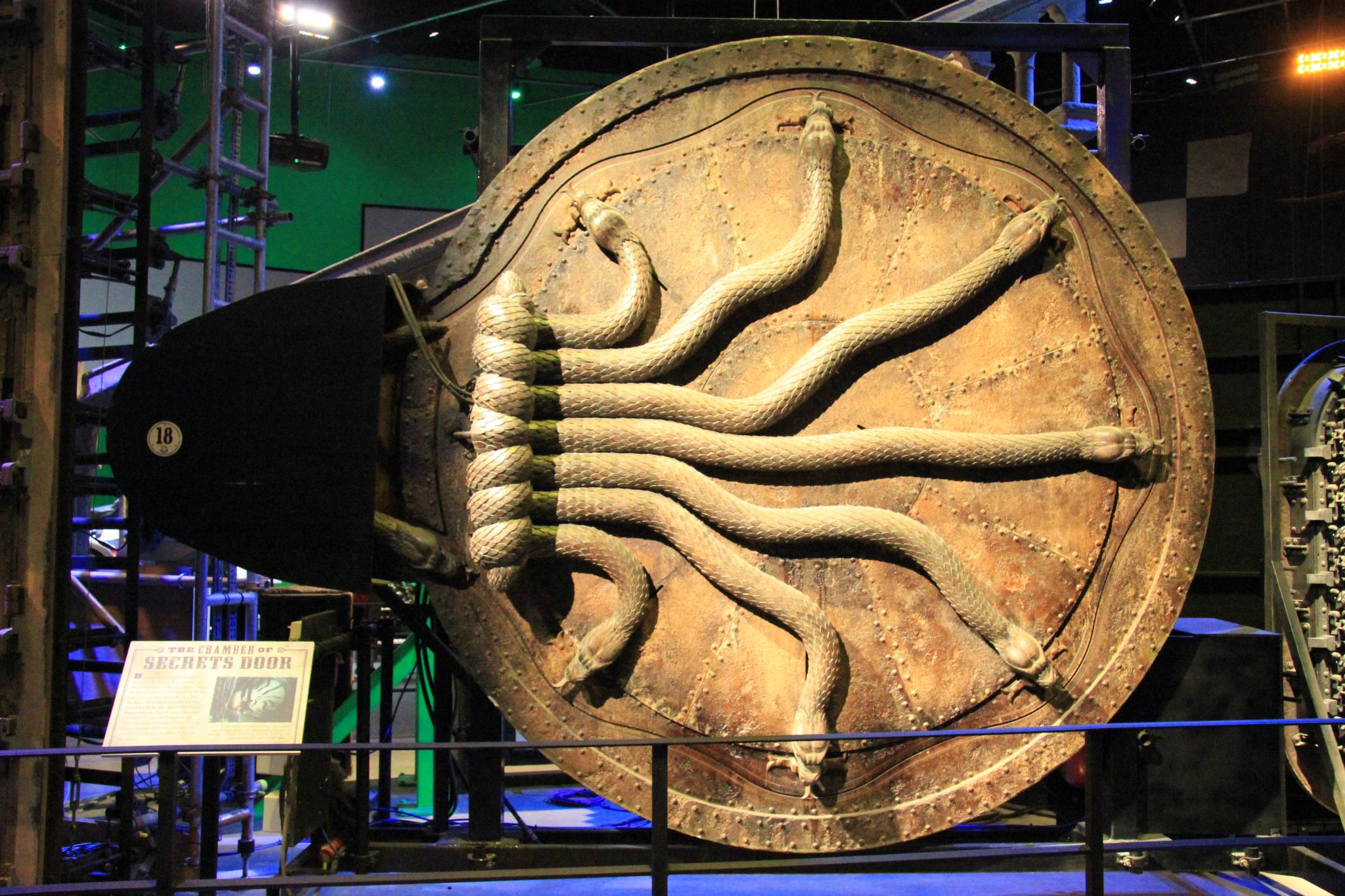
Zastosowane w filmie drzwi do Komnaty Tajemnic

Komnata Tajemnic (ang. The Chamber of Secrets) – legendarna komnata w zamku Hogwart, stworzona przez Salazara Slytherina, jednego z założycieli szkoły. Slytherin zażądał, aby nauczać magii tylko osoby „czystej krwi”, co nie spodobało się pozostałym spośród założycieli Hogwartu. Slytherin postanowił opuścić zamek, nim jednak to uczynił, wybudował i zapieczętował pomieszczenie zwane Komnatą Tajemnic, w której rezydować miał bazyliszek, potwór mający oczyścić szkołę ze wszystkich dzieci mugoli. Otworzyć Komnatę i uwolnić bazyliszka mogła jedynie osoba znająca mowę węży. Przez wieki Komnata uważana była za legendę. Hogwart przeszukiwano setki razy, nie znaleziono jednak żadnego pomieszczenia które odpowiadałoby opisom z legendy. Mimo to, w XX wieku okazało się, że Komnata istnieje naprawdę.
Komnata została po raz pierwszy otwarta w 1943 roku przez Toma Riddle’a, a uwolniony bazyliszek spetryfikował kilkanaście osób, w tym jedną z uczennic (jej duch nadal mieszka w zamku i znany jest jako Jęcząca Marta). Komnata została ponownie otwarta w 1992 przez Ginny Weasley, opętaną przez magiczny dziennik, wtedy doszło do kilku napaści na uczniów. Ostatecznie Harry Potter odkrył położenie Komnaty Tajemnic i zgładził bazyliszka.
Po raz trzeci otowrzył ją Ron, w maju 1998 roku, imitując mowę węży Harry’ego. Potrzebował zęba bazyliszka do zniszczenia horkruksa pucharu Huffelpuff.

### Łazienka Jęczącej Marty
Łazienka Jęczącej Marty (ang. Moaning Myrtle's Bathroom) znajduje się na pierwszym piętrze zamku. Uczniowie nie korzystają z niej, ponieważ w środku rezyduje kapryśny duch zwany Jęczącą Martą.
W II tomie w tym pomieszczeniu Hermiona warzyła eliksir wielosokowy, a Harry i Ron odnaleźli wejście do legendarnej Komnaty Tajemnic, oznaczone symbolem węża wygrawerowanym na kranie niedziałającej umywalki. Po odkryciu okazało się, że pod łazienką znajduje się gruba rura prowadząca do podziemnej kryjówki bazyliszka.
Z kolei w VI tomie łazienkę odwiedzał Draco Malfoy, by wyżalać się Marcie ze swoich kłopotów w wypełnieniu polecenia Lorda Voldemorta.

### Pokój Życzeń
Pokój Życzeń (ang. Room of Requirement) – pomieszczenie na siódmym piętrze, obok gobelinu przedstawiającego trolle (które Barnabasz Bzik próbował nauczyć kroków baletowych). Aby dostać się do pokoju życzeń, wystarczyło przejść trzy razy wzdłuż pustej ściany, wyobrażając sobie to, co chciało się zobaczyć za drzwiami. Jeżeli życzenie było dobrze sformułowane, ukazywały się drzwi prowadzące do tajemniczej komnaty. Pokój Życzeń mógł mieć dowolny kształt, wielkość, kolorystykę, zawartość czy zabezpieczenia, stosownie do życzenia czarodzieja, który go przywołał. Jedynym wyjątkiem jest życzenie o jedzeniu, ponieważ jest ono jednym z pięciu wyjątków od prawa Gampa dotyczącego elementarnej transmutacji. W powieści zwykle wykorzystywane jako miejsce do ukrycia przedmiotów, których posiadanie nie było dozwolone uczniom Hogwartu lub do prowadzenia działań, które nie powinny zostać wykryte.
Pierwsza wzmianka o Pokoju Życzeń pojawia się w IV tomie, gdy Dumbledore w czasie Balu Bożonarodzeniowego opowiada o tajemniczym pojawieniu się pokoju wypełnionego nocnikami (Dumbledore w tym czasie gorączkowo poszukiwał toalety).
W V tomie Harry Potter używał Pokoju Życzeń do szkolenia nielegalnej grupy czarodziejów, zwanej Gwardią Dumbledore’a, tuż pod samym nosem Dolores Umbridge. W VI tomie Harry Potter schował tam swoją książkę do eliksirów (należącą do Księcia Półkrwi).
Również Ślizgon, Draco Malfoy, korzystał z pokoju życzeń, wykonując zadanie dla Czarnego Pana, które polegało m.in. na wpuszczeniu śmierciożerców do Hogwartu. Draco pracował w Pokoju Życzeń nad niezwykłą szafą, którą łączyło magiczne przejście z bliźniaczym meblem znajdującym się w sklepie Borgina i Burkesa.
W VII części Pokój Życzeń służył jako miejsce schronienia dla poszukiwanych uczniów Hogwartu. Wychodzi wtedy na jaw również, że z Pokoju Życzeń korzystał Voldemort (ukrył w nim Diadem Roweny Ravenclaw zamieniony w horkruksa).

### Biblioteka

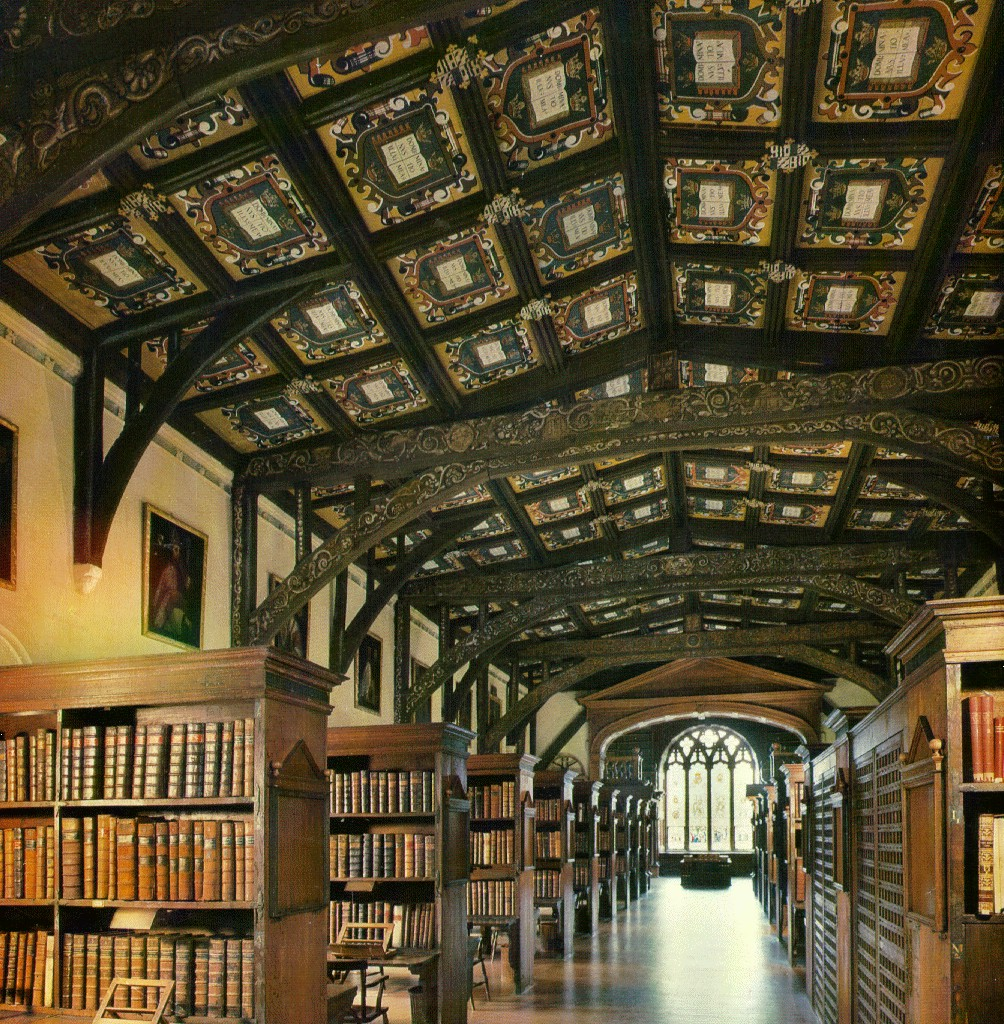
Biblioteka

Znajduje się na czwartym piętrze i jest czynna do godziny ósmej wieczorem. Znajdują się w niej dziesiątki tysięcy książek, strzeżonych przez bibliotekarkę Irmę Pince. Biblioteka jest podzielona na działy tematyczne.

### Dział Ksiąg Zakazanych
Dział zawiera księgi czarnomagiczne i korzystanie z niego jest możliwe tylko w przypadku posiadania pisemnej zgody nauczyciela. Albus Dumbledore usunął z niego książki dotyczące horkruksów.
Harry Potter po raz pierwszy znalazł się w tym dziale w I tomie podczas bezskutecznych poszukiwań (bez zgody nauczyciela) informacji o Nicolasie Flamelu.
W Harry Potter i Komnacie Tajemnic Hermiona Granger dostała zgodę na wejście do Działu Ksiąg Zakazanych od ówczesnego nauczyciela Obrony Przed Czarną Magią – Gilderoya Lockharta. W IV tomie książki Harry Potter korzystał z Działu Ksiąg Zakazanych za zgodą Minerwy McGonagall, aby przygotować się do konkursowych zadań.

### Kuchnia
Mieści się bezpośrednio pod Wielką Salą i w niej również znajdują się stoły, na których ustawiane są gotowe potrawy, które następnie są magicznie przenoszone do Wielkiej Sali. W Kuchni pracuje około setki skrzatów domowych, które chętnie rozdają jedzenie uczniom odwiedzającym kuchnię. Na ścianach wiszą wszelkiego rodzaju patelnie i garnki. Aby wejść do kuchni, należy znaleźć obraz przedstawiający misę z owocami, a następnie połaskotać gruszkę, która zachichocze i zamieni się w klamkę.

### Łazienka prefektów
Znajdowała się na piątym piętrze, niedaleko pomnika Borysa Szalonego. Aby dostać się do środka, należało podać hasło. W łazience prefektów wszystko było wykonane z marmuru. Pośrodku znajdował się prostokątny basen, wpuszczony w podłogę. Z jego ścianek sterczało sto złotych kranów, każdy z klejnotem o innej barwie osadzonym pośrodku rączki. W oknach wisiały białe, płócienne zasłony. Na ścianie wisiał obraz złotowłosej syreny. W tej łazience Harry Potter wysłuchał zagadki z jajka, dotyczącej drugiego zadania w Turnieju Trójmagicznym.

## Edukacja
Początkowo wszyscy uczniowie uczyli się tych samych, podstawowych przedmiotów: transmutacji, obrony przed czarną magią, eliksirów, zaklęć, zielarstwa, astronomii, latania na miotle i historii magii. W trzeciej klasie do przedmiotów tych mogli wybrać m.in. mugoloznawstwo, starożytne runy, numerologię, wróżbiarstwo i opiekę nad magicznymi stworzeniami. Od trzeciej klasy uczniom wolno było także w określone dni wyjść do Hogsmeade, wioski położonej niedaleko Hogwartu (jedynej wioski w całej Wielkiej Brytanii zamieszkanej wyłącznie przez czarodziejów).

### Standardowe Umiejętności Magiczne
Standardowe Umiejętności Magiczne (SUM-y) (ang. Ordinary Wizarding Level, O.W.L.) – testy, które przechodzą uczniowie Hogwartu pod koniec piątej klasy. Każdy czarodziej przechodzi testy ze wszystkich przedmiotów, których uczył się do tej pory. Oceny z SUM-ów decydują o doborze przedmiotów, których naukę kontynuować się chce w szóstej i siódmej klasie.
Uczniowie dostają jedną z sześciu ocen: pozytywną (W – wybitny, P – powyżej oczekiwań, Z – zadowalający) albo negatywną (N – nędzny, O – okropny, T – troll).

### Okropnie Wyczerpujące Testy Magiczne
Okropnie Wyczerpujące Testy Magiczne (Owutemy) (ang. Nastily Exhausting Wizarding Test, N.E.W.T.) – testy, które przechodzą uczniowie Hogwartu pod koniec siódmej (ostatniej) klasy. Każdy czarodziej przechodzi testy ze wszystkich przedmiotów, które postanowił kontynuować od szóstej klasy, po uzyskaniu odpowiednich ocen z SUM-ów.
Uczniowie dostają jedną z sześciu ocen: pozytywną (W – wybitny, P – powyżej oczekiwań, Z – zadowalający) albo negatywną (N – nędzny, O – okropny, T – troll).

## Sport

### Quidditch

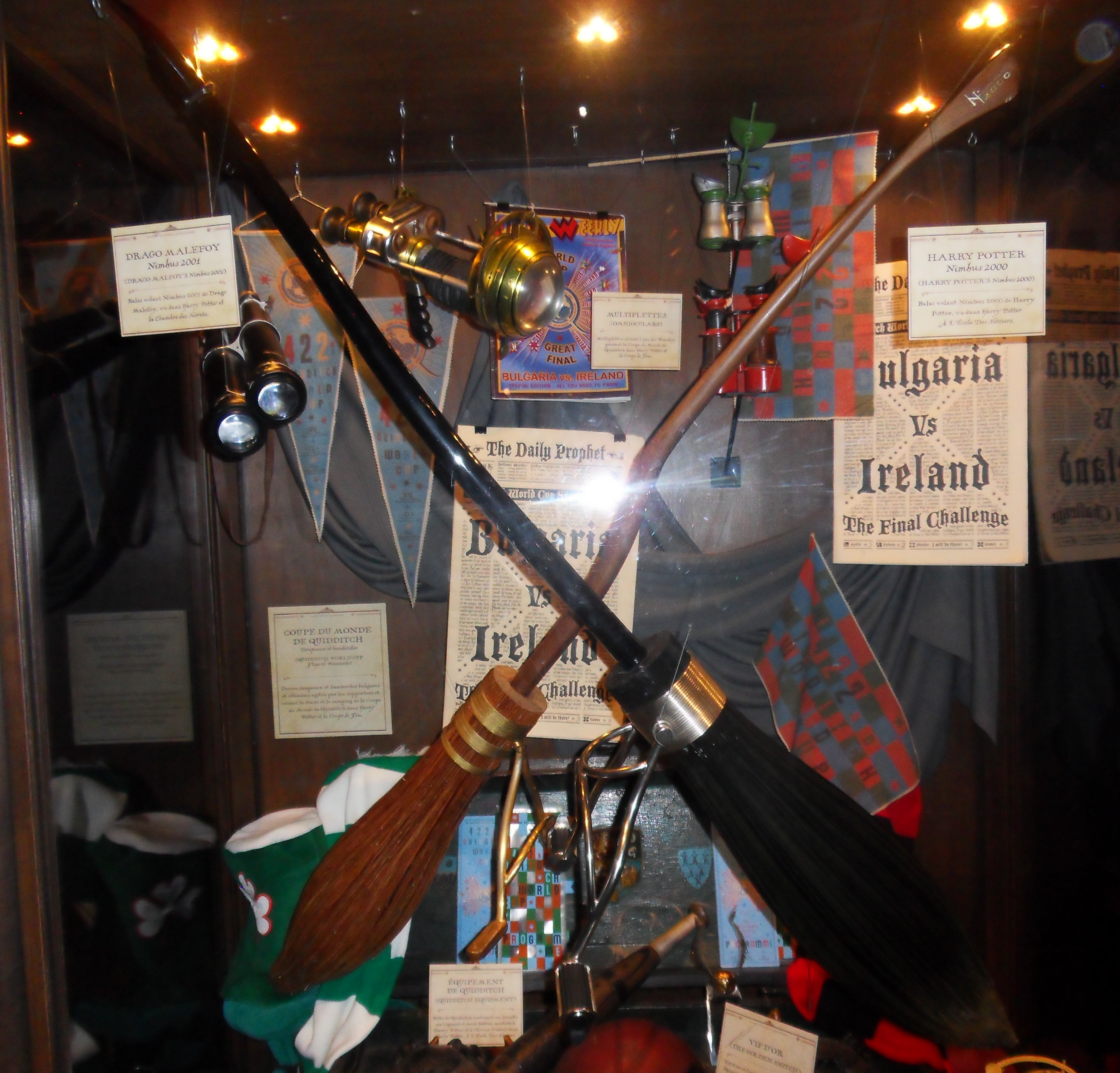

Quidditch (czyt. /kwiditʃ/) – fikcyjna gra sportowa znana z cyklu powieści o Harrym Potterze.

#### Reguły gry
Drużyna quidditcha liczy siedmiu zawodników – 3 ścigających, 2 pałkarzy, obrońcy i szukającego. Istnieją 3 rodzaje piłek: kafel, tłuczek i znicz. W każdym meczu używa się jednego kafla, dwóch tłuczków oraz jednego znicza. Ścigający podają sobie kafla i starają się przerzucić go przez jedną z trzech pętli, pilnowanych przez obrońcę, za co drużyna otrzymuje dziesięć punktów. Pałkarze odbijają tłuczki, aby nie uderzyły one zawodników z ich drużyny. Szukający ma za zadanie złapać złoty znicz, który jest bardzo szybki i trudno go zobaczyć. Za jego złapanie drużyna dostaje sto pięćdziesiąt punktów. Z chwilą złapania znicza kończy się mecz, co niekoniecznie oznacza zwycięstwo drużyny, która go złapała. Wygrywa drużyna, która zdobyła więcej punktów, choć najczęściej jest to ta, której szukający schwytał złotą piłkę.

#### Gracze i sprzęt

##### Gracze
- Ścigający (ang. Chasers) – podają sobie kafla i starają się przerzucić go przez jedną z trzech pętli, za co dostaje się dziesięć punktów.
- Obrońca (ang. Keeper) – broni trzech pętli, żeby ścigający nie trafili do środka.
- Pałkarze (ang. Beaters) – odbijają tłuczki, aby nie trafiły one zawodników z ich drużyny. Używają do tego pałek trochę mniejszych od tych, których używa się w baseballu.
- Szukający (ang. Seeker) – ma za zadanie złapać znicz, który jest bardzo szybki i trudno go zobaczyć. Za jego złapanie drużyna dostaje sto pięćdziesiąt punktów. Z chwilą złapania znicza kończy się mecz. Szukający są często szybcy i mają małą masę ciała.

##### sprzęt

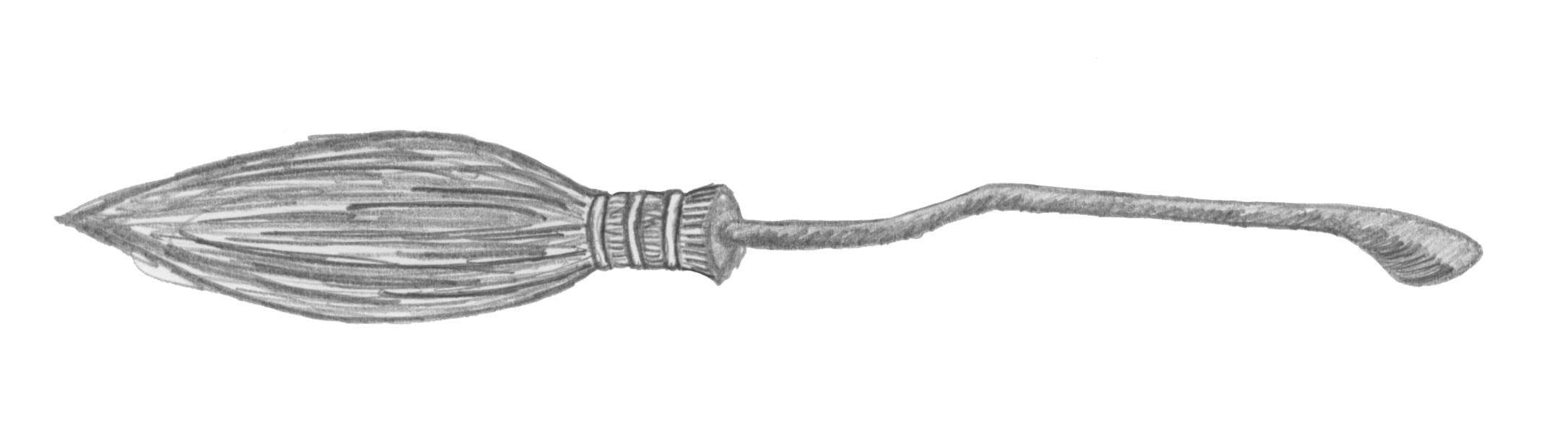
Nimbus 2000

Istnieje kilka firm produkujących miotły przeznaczone specjalnie do gry w quidditcha. Kilka najbardziej znanych mioteł to: Nimbusy (2000, 2001), Błyskawica, Meteory, Komety (140, 260) i Zmiatacze (piątka, siódemka, jedenastka).

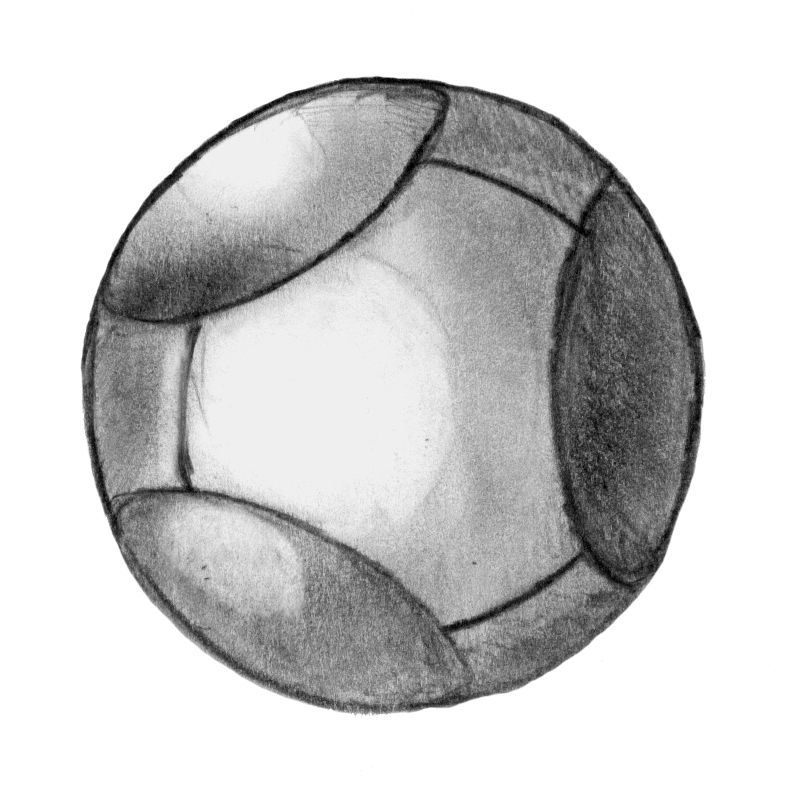
Wygląd kafla

- Kafel (ang. Quaffle) – największa z trzech piłek w quidditchu. Jest to skórzana, bezszwowa piłka o średnicy 12 cali. Ma kolor czerwony. Ścigający musi przerzucić ją przez jedną z trzech pętli przeciwnika, a jeśli mu się to uda jego drużyna dostaje dziesięć punktów. Kafel w przeciwieństwie do znicza i tłuczków nie żyje własnym życiem, a jest przenoszony przez graczy.

- Tłuczek (ang. Bludger) – piłka „samolatająca” (czyli nie tak jak kafel, który jest jak zwykła piłka z realnego świata) czasem odbijana przez pałkarzy, by ugodzić zawodników z drużyny przeciwnej i sprawić, żeby spadli z miotły.

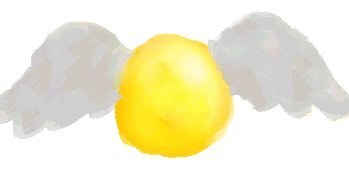
Wygląd złotego znicza

- Złoty znicz (ang. Golden Snitch) – mała, metalowa, złota piłeczka wielkości orzecha włoskiego ze skrzydłami poruszającymi się ruchem obrotowym. Znicz jest zaczarowany tak, aby zawsze pozostawał w obrębie pola gry. Pierwszy złoty znicz został stworzony w Dolinie Godrika – rodzinnym mieście Harry’ego, gdzie wykuł go Bowman Wright, czarodziejski kowal. Do gry został wprowadzony w 1269 roku[30]. Tak jak kafel, jest tylko jeden złoty znicz na boisku. Złapanie go jest celem szukającego. Dotknięcie go przez innego zawodnika jest uznawane za faul. Po jego złapaniu kończy się mecz, a drużyna szukającego, który złapał znicza zyskuje 150 punktów. Obecna liczba punktów za złapanie złotego znicza odnosi się do nagrody Barberusa Braggea – 150 galeonów (obecnie 5 milionów galeonów) – jaką zamierzał wypłacić temu, kto złapie znikacza (małego ptaszka, którym kiedyś był obecny znicz). Znicze są zaczarowane tak, by mogły zidentyfikować pierwszą osobę, która ich dotknęła, by wykluczyć kwestionowanie zdobywcy – mają pamięć cielesną. Piłeczka nie ma kontaktu z gołą skórą przed uwolnieniem. Nawet wytwórca nosi rękawiczki[3]. Złoty znicz, który został złapany przez Harry’ego Pottera podczas jego pierwszego meczu quidditcha został mu zapisany w testamencie Albusa Dumbledore’a wraz z mieczem Godryka Gryffindora[7].

Znanymi szukającymi byli:
- James Potter – drużyna Gryfonów
- Harry Potter – drużyna Gryfonów
- Ginny Weasley – drużyna Gryfonów (chwilowo)
- Cedrik Diggory – drużyna Puchonów
- Cho Chang – drużyna Krukonów
- Draco Malfoy – drużyna Ślizgonów
- Harper – drużyna Ślizgonów (chwilowo)
- Wiktor Krum – drużyna narodowa Bułgarii
- Aidan Lynch – drużyna narodowa Irlandii
- Józef Wroński – drużyna Gobliny z Grodziska, Polska.

#### Historia sportu
Podwaliny pod quidditcha pojawiły się w XI wieku. Czarownica z bagien w okolicach Queerditch Marsh obserwowała grupę czarodziejów latających na miotłach i grających stworzoną przez siebie piłką. Z czasem udoskonalali swoją grę, dodając kolejne piłki. Zapewne to od nazwy miejscowości wzięła się nazwa gry.
Od tego czasu quidditch się rozwijał, bez wątpienia najważniejsze było pojawienie się złotego znicza. Pierwsze mistrzostwa świata w quidditchu odbyły się w XV wieku. W ich trakcie wykorzystano wszystkie siedemset dotychczas spisanych rodzajów fauli, z których większość dziś nie jest już możliwa, ponieważ wiążą się one z użyciem różdżki.

#### Mistrzostwa świata w quidditchu
W IV tomie przygód, młody Potter, razem z Hermioną i liczną rodziną Weasleyów, jedzie na czterysta dwudziesty drugi finał tych mistrzostw. Na stadionie mogącym pomieścić sto tysięcy widzów spotkały się reprezentacje Bułgarii i Irlandii. Irlandczycy, którzy w półfinale rozgromili Peru, zaszli w zawodach najdalej spośród reprezentacji z Wysp Brytyjskich. We wcześniejszych fazach turnieju Anglicy ulegli Transylwanii 10:390, Walia przegrała z Ugandą, zaś Szkocja z Luksemburgiem.
W drużynie irlandzkiej wystąpili: ścigający Troy, Mullet i Moran, obrońca Barry Ryan, pałkarze Quigley i Connolly oraz szukający Aidan Lynch. Bułgarię reprezentowali: ścigający Dimitrow, Iwanowa i Lewski, obrońca Zograf, pałkarze Wołkow i Wulkanow oraz, mający status supergwiazdy, szukający Wiktor Krum. Pomimo że Krum złapał znicz, Irlandia wygrała dziesięcioma punktami.
Każdy centymetr olbrzymiego stadionu był zabezpieczony zaklęciami antymugolskimi (np. gdy mugol był zbyt blisko, niespodziewanie przypominał sobie o ważnej dlań sprawie, którą musiał natychmiast załatwić), a w dodatku położony był w odludnym miejscu. Departament Magicznych Gier i Sportów i Departament Międzynarodowej Współpracy Czarodziejów zajęli się organizacyjnymi sprawami tego przedsięwzięcia. Na takich meczach czarodzieje również zakładają się o wyniki meczów, a przed rozpoczęciem rozgrywek można kupić zaczarowane pamiątki z oznaczeniami krajów (chodzące figurki zawodników, mieniące się kapelusze, szaliki, wrzeszczące czapki itd.).
Po meczu, niedaleko stadionu przy lesie, Barty Crouch Junior, który był pod peleryną-niewidką, wyczarował różdżką Harry’ego Pottera Mroczny Znak, w celu przestraszenia śmierciożerców, którzy przemaszerowali przez polach namiotowe czarodziejów, demolując je i znęcając się nad pilnującą pól namiotowych rodziną (według młodego Croucha słudzy Czarnego Pana nie byli godni noszenia swego mienia, gdyż zostawili swego Pana, któremu przecież przysięgali wierność).

#### Drużyny quidditcha
Drużyny quidditcha
| - Armada z Bragi - Armaty z Chudley - Bombardierzy z Bigonville - Brzytwodzioby z Tarapoto - Buławy z Patonga - Chluba Portree - Gargulce z Gródka - Gobliny z Grodziska - Gwiazdy ze Sweetwater | - Harpie z Holyhead - Jastrzębie z Falmouth - Jeźdźcy z Reginy - Kanie z Karasjok - Katapulty z Cearphilly - Meteoryty z Moose Jaw - Młoty z Haileybury - Nietoperze z Ballycastle - Niezrównani ze Stonewall | - Osy z Wimbourne - Papugi z Moutohory - Pioruny z Thunderally - Pogromcy kafla z Quiberon - Pogromcy olbrzymów z Gimbi - Pustułki z Kenmare - Sępy z Wracy - Słoneczne Dziryty z Sumbawanga - Sokoły z Heidelbergu | - Sroki z Montrose - Strzały z Appleby - Tajfuny z Tutshill - Toyohashi Tengu - Wędrowcy z Wigtown - Wojownicy z Woollongong - Zaklinacze z Czamba - Zięby z Fitchburga - Zjednoczeni z Puddlemere |

### Turniej Trójmagiczny

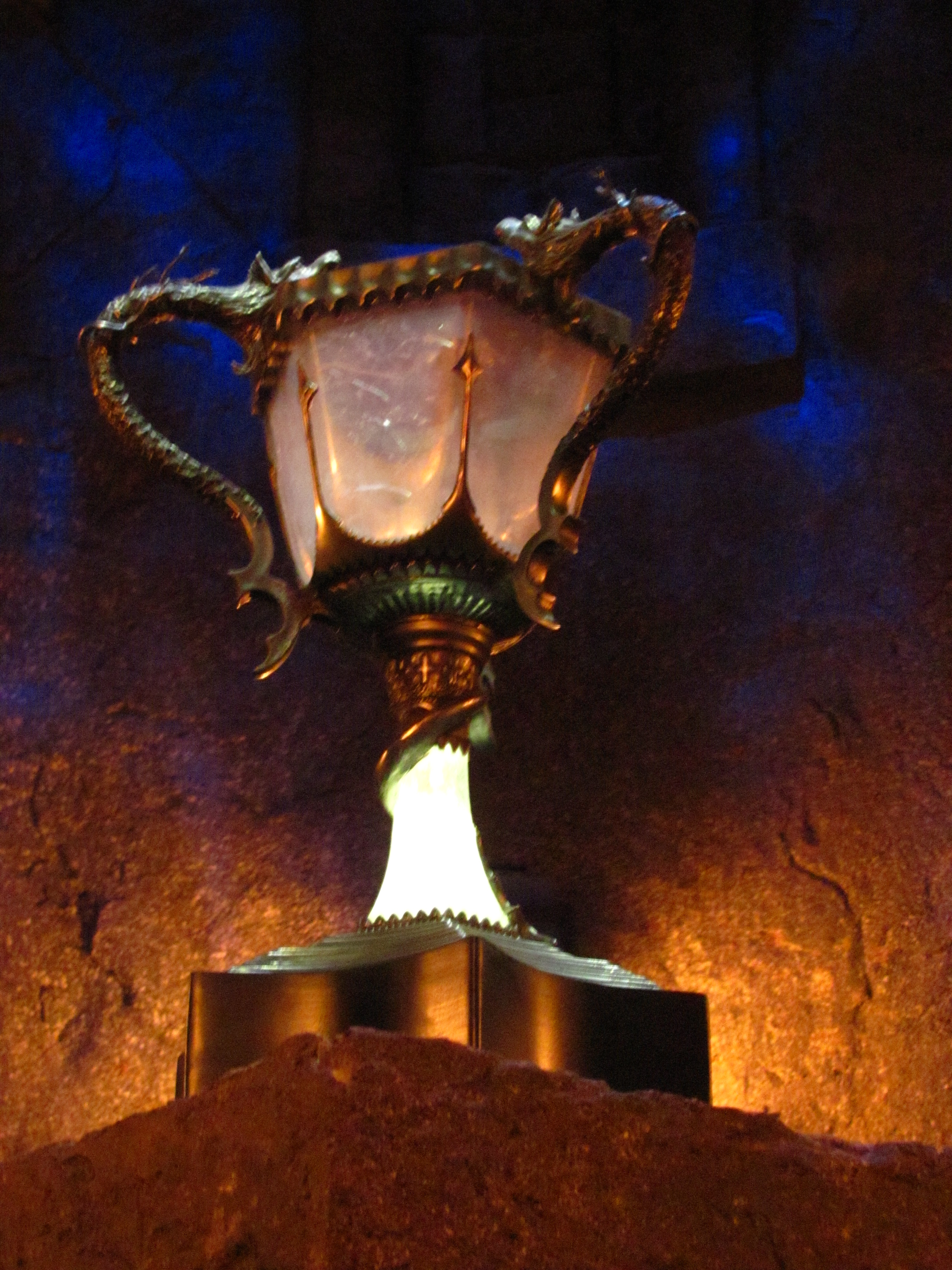
Puchar Turnieju Trójmagicznego

Turniej Trójmagiczny (ang. The Triwizard Tournament) – fikcyjny turniej rozgrywany w świecie czarodziejów, w cyklu Harry Potter autorstwa J.K. Rowling.

#### Historia
Turniej ten był organizowany już od siedmiuset lat. Odbywał się co 5 lat. W końcu jednak został zakończony, za sprawą coraz większej ilości ofiar śmiertelnych. Po ponad wieku od ostatniego Turnieju (1994 r.), Departament Międzynarodowej Współpracy Czarodziejów i Departament Magicznych Gier i Sportów zdecydowały o wznowieniu realizacji turnieju, który odbył się w Hogwarcie. Za sprawą Barty’ego Croucha Juniora, pod powłoką Alastora „Szalonookiego” Moody’ego, wybrano czterech reprezentantów, w tym Harry’ego Pottera. Zadania wówczas polegały na:
1. pokonaniu smoka by odebrać mu złote jajo, potrzebnego do drugiego zadania
2. wyciągnięciu bliskiej sobie osoby z głębi jeziora
3. przejściu labiryntu z przeszkodami i dotknięcie Pucharu, który przeteleportowałby zwycięzcę do punktu wyjścia.

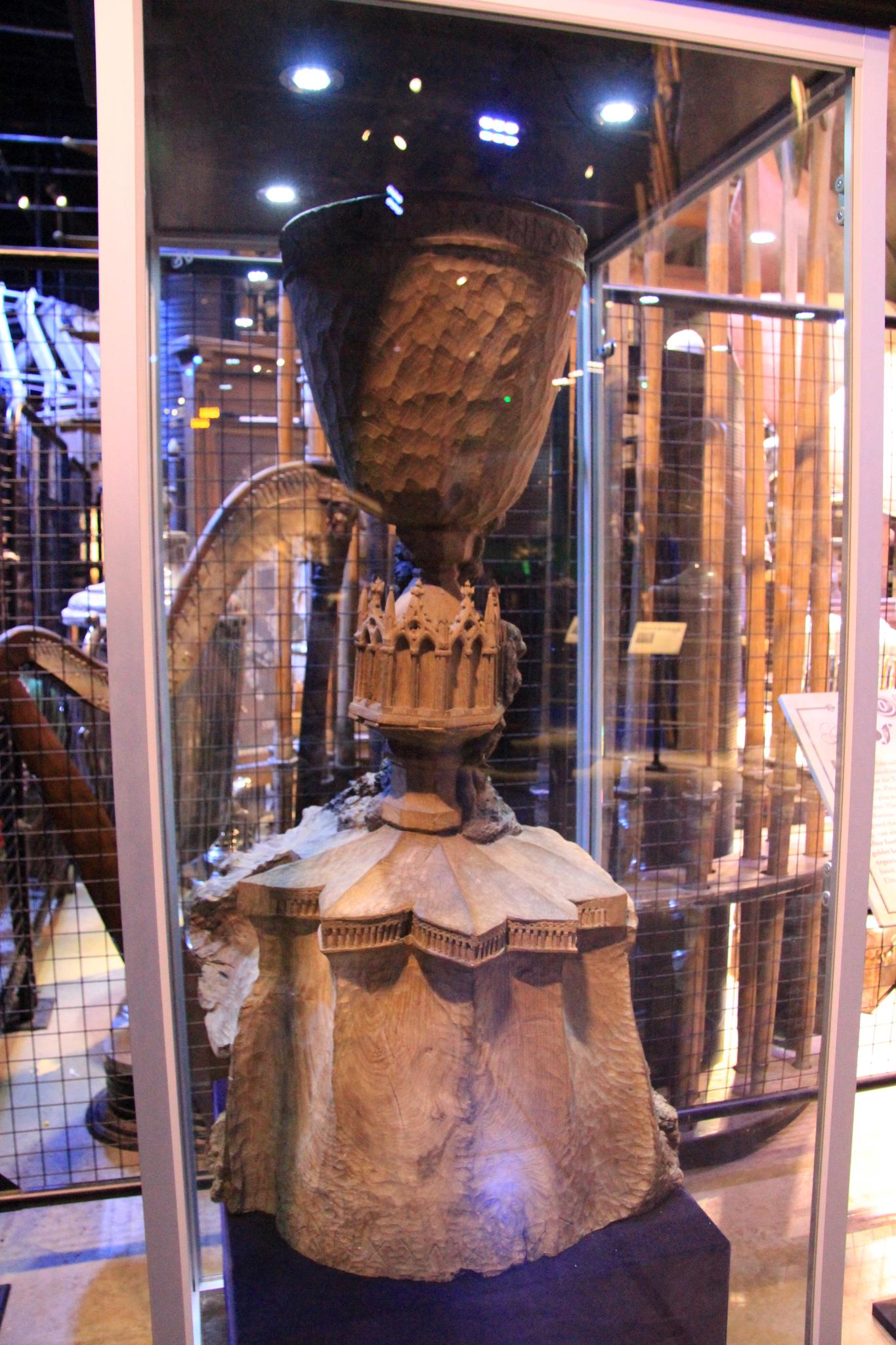
Czara Ognia

#### Zasady
Turniej jest rozgrywany między trzema szkołami magii – brytyjskim Hogwartem, francuskim Beauxbatons i bułgarskim Durmstrangiem. Czara Ognia z każdej ze szkół wybiera po jednym uczniu (w ostatnim Turnieju muszą mieć oni przynajmniej 17 lat). Trzej reprezentanci mierzą się w trzech konkurencjach, a zwycięzca wygrywa 1000 galeonów, wieczną chwałę i Puchar Turnieju.

#### Etapy pierwszego turnieju po zniesieniu zakazu jego odbywania się

##### Pokonanie smoka

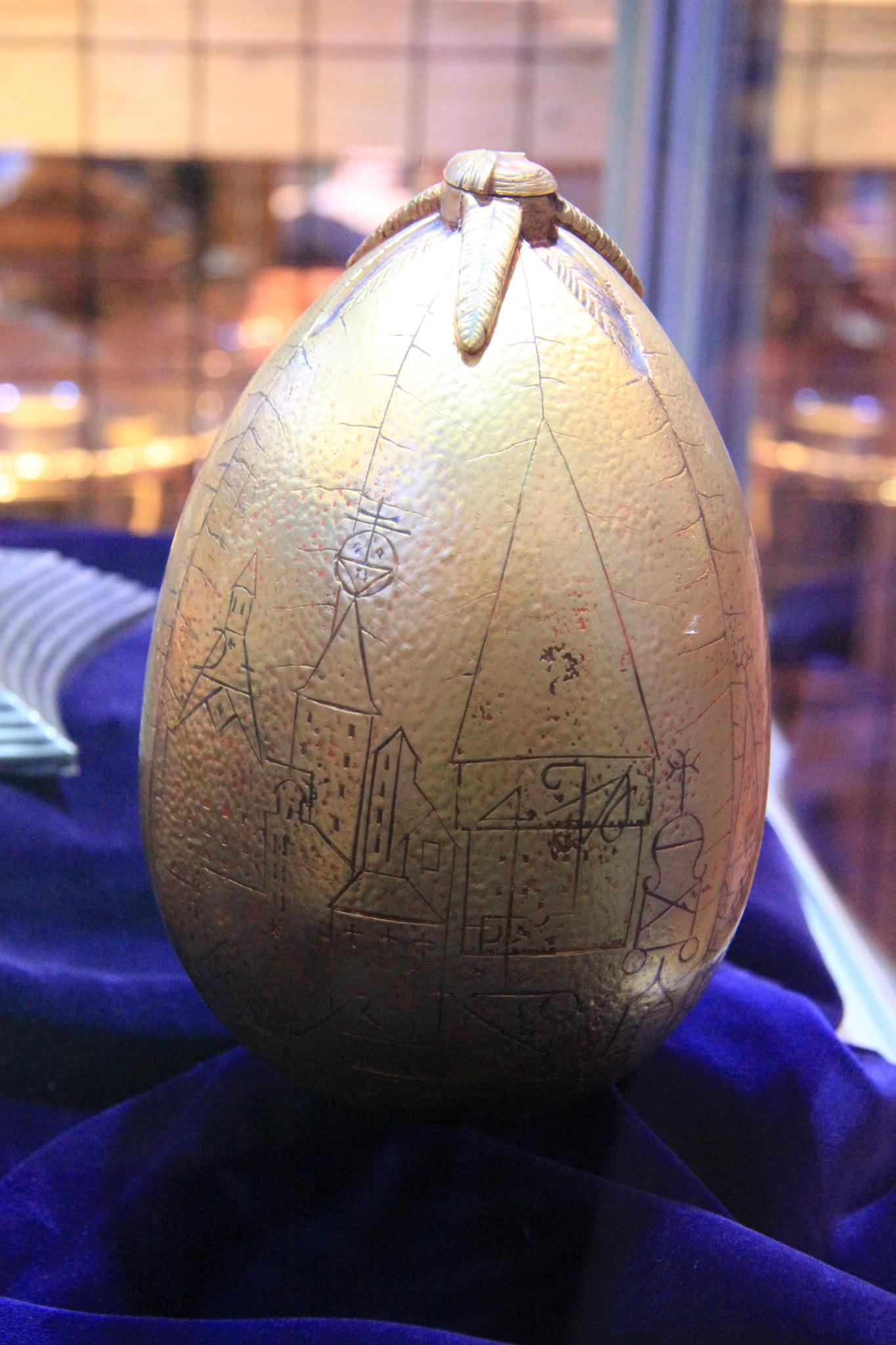
Złote jajo

Pierwsze zadanie odbyło się 24 listopada. Polegało na zdobyciu „Złotego jaja”, które zawierało zagadkę pomocną w drugim zadaniu. Jaja pilnował smok (jeden okaz na zawodnika). Zawodnicy wylosowywali smoka, wyciągając jego miniaturkę z woreczka.
| Zawodnik       | Smok                 |
| -------------- | -------------------- |
| Harry Potter   | Rogogon Węgierski    |
| Fleur Delacour | Walijski Zielony     |
| Cedrik Diggory | Szwedzki Krótkopyski |
| Wiktor Krum    | Chiński Ogniomiot    |

W tym zadaniu dozwolone było posiadanie jedynie różdżki. Walkę oceniali jurorzy, przyznając zawodnikom do dziesięciu punktów.

##### Bal Bożonarodzeniowy
Bal Bożonarodzeniowy – odbywający się 25 grudnia – należał do tradycji Turnieju Trójmagicznego od samego początku. Uczniowie Hogwartu, Beauxbatons i Durmstangu zbierali się i tańczyli ze swymi partnerami, których wcześniej musieli wybrać. Pierwsi zawsze tańczyli reprezentanci. Bal Bożonarodzeniowy odbywał się zawsze między pierwszym a drugim zadaniem. Wśród znanych nam par z turnieju w roku 1994 byli między innymi:
1. Harry Potter z Parvati Patil
2. Ron Weasley z Padmą Patil
3. Wiktor Krum z Hermioną Granger
4. Cedrik Diggory z Cho Chang
5. Fleur Delacour z Rogerem Daviesem
6. Draco Malfoy z Pansy Parkinson
7. Ginny Weasley z Neville’em Longbottomem
8. Fred Weasley z Angeliną Jonhson
9. Rubeus Hagrid z madame Maxime
10. Fawcett z Stebbinsem.

##### Jezioro
Drugie zadanie odbyło się 24 lutego 1995 roku. Polegało na rozwiązaniu zagadki ze „złotego jaja”, w czasie kilkumiesięcznej przerwy między zadaniami. Następnie, już podczas turnieju, należało wskoczyć do zimnego jeziora, na dźwięk armaty sygnalizujący start, by ocalić osobę znajdującą się w głębi jeziora. Zawodnikowi, na wykonanie zadania, przysługiwała godzina. Do wytrzymania pod wodą mogły służyć zaklęcia Bąblogłowy (Fleur i Cedrik), transmutacja w rekina (Wiktor Krum) lub zażycie skrzeloziela (Harry), dzięki któremu na mniej więcej godzinę tworzyły się skrzela i płetwy.
| Zawodnik       | Zakładnik          |
| -------------- | ------------------ |
| Harry Potter   | Ron Weasley        |
| Cedrik Diggory | Cho Chang          |
| Wiktor Krum    | Hermiona Granger   |
| Fleur Delacour | Gabrielle Delacour |

##### Labirynt

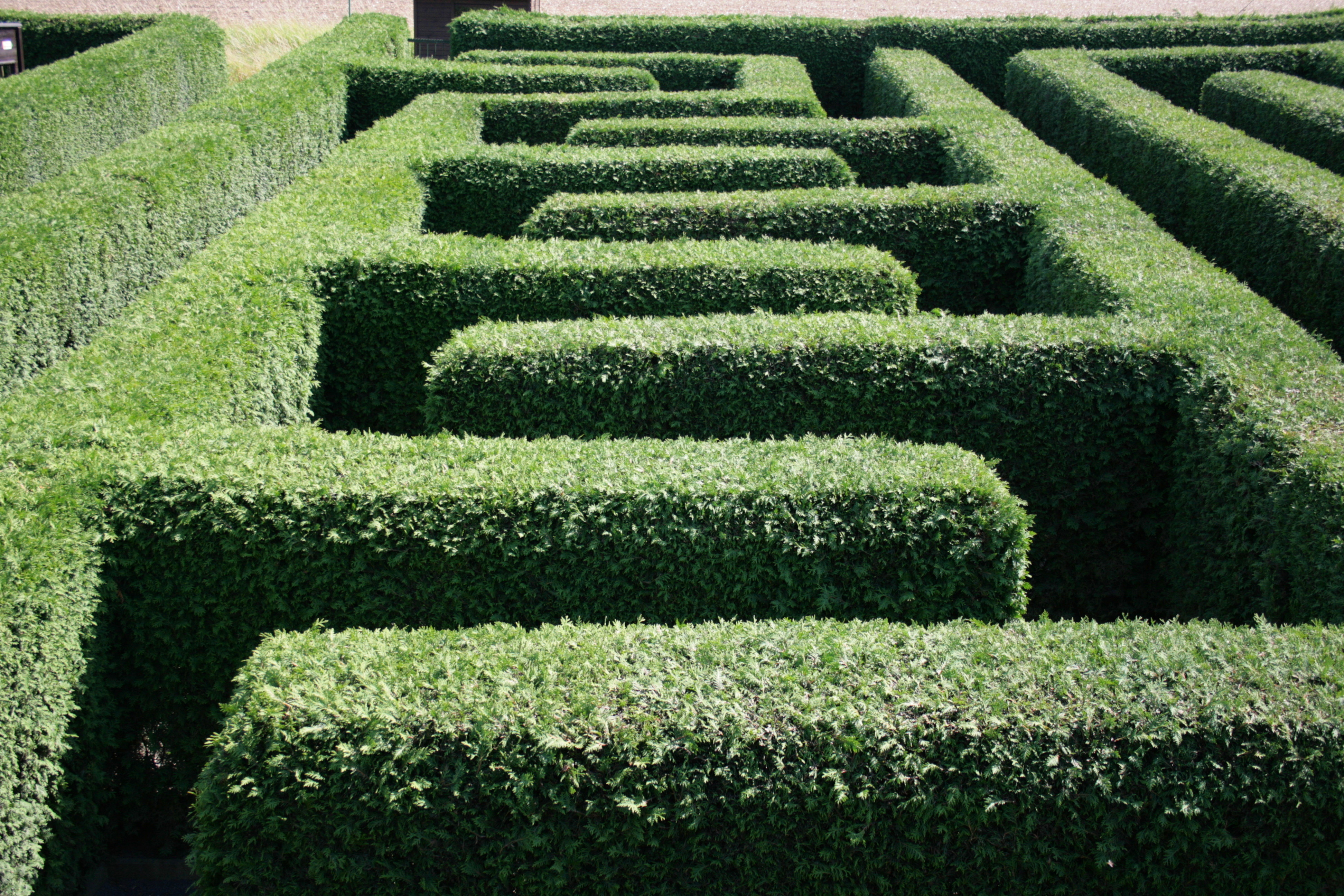
Labirynt

Ostatnie, decydujące zadanie turnieju, rozpoczęło się 24 czerwca 1995 roku. Polegało na wejściu do ogromnego, wysokiego labiryntu w miejscu stadionu do Quiddicha, gdzie zawodnicy pokonywali różne przeszkody. W jednym z miejsc labiryntu ukryty był Puchar Turnieju. Osoba, która odnalazła puchar, zostawała zwycięzcą turnieju. Nagrodą w nim była 1000 galeonów, a także wieczna chwała.
Puchar okazał się świstoklikiem, którego złapali jednocześnie Cedrik i Harry. Cedrik został następnie zabity przez Glizdogona, natomiast Harry stoczył pojedynek z Voldemortem, pokonując przeciwnika.

## Historia szkoły
Szkoła została założona około tysiąc lat temu przez czwórkę czarodziejów: Godryka Gryffindora, Helgę Hufflepuff, Rowenę Ravenclaw oraz Salazara Slytherina. Na cześć twórców nazwę noszą hogwarckie domy. Początkowo samodzielnie wybierali osoby, według nich godne studiowania magii, później jednak zaczarowali tiarę (nazwaną potem Tiarą Przydziału) Gryffindora tak, by wybierała uczniów na podstawie podobieństwa ich charakterów do osobowości któregoś z założycieli.
Po pewnym czasie Slytherin zażądał, aby nauczać tylko osoby czystej krwi, a wobec sprzeciwu pozostałej trójki opuścił zamek. Wokół tego wydarzenia narosła legenda o Komnacie Tajemnic. Zamek wielokrotnie przeszukiwano w celu odnalezienia owej komnaty, jednakże teoria jej istnienia nie została potwierdzona aż do czasu wydarzeń opisanych w drugim tomie przygód Harry’ego Pottera. Salę tę zamieszkiwał bazyliszek, którego bezpośrednie spojrzenie było śmiertelne. Mógł ją otworzyć jedynie prawowity dziedzic Slytherina.
W roku szkolnycm 1993 – 1994 Hogwart, Beauxbatons i Durmstrang − trzy najznakomitsze, europejskie szkoły magii i czarodziejstwa − zorganizowały po długiej przerwie Turniej Trójmagiczny.
W 1926 roku zwiększono ochronę nad szkołą przed atakiem Gellerta Grindewalda

### Bitwa na Wieży Astronomicznej
- Obrońcy: Harry Potter • Ron Weasley • Hermiona Granger • Neville Longbottom • Ginny Weasley • Luna Lovegood • Rubeus Hagrid • Minerwa McGonagall • Filius Flitwick • Remus Lupin • Nimfadora Lupin • Bill Weasley
- Atakujący: Bellatrix Lestrange • Corban Yaxley • Amycus Carrow • Fenrir Greyback • Gibbon • Alecto Carrow • Draco Malfoy

Bitwa na Wieży Astronomicznej została stoczona w czerwcu 1997. Przez cały rok szkolny 1996/1997 Draco Malfoy naprawiał Znikającą Szafę, przez którą można się było przedostać ze sklepu Borgina i Burkesa, w której była druga taka sama szafa, do Hogwartu. Kiedy Albus Dumbledore wyruszył z Harrym nad morze, by zniszczyć ukryty w nadmorskiej jaskini horkruks Voldemorta, śmierciożercy wdarli się do Hogwartu dzięki Szafie i zaatakowali. Wiedząc, że dyrektora nie ma w szkole, postanowili zwabić go do siebie. W tym celu wyczarowali Mroczny Znak. Dumbledore wrócił osłabiony trucizną, którą wypił w jaskini. Wylądował razem z Harrym na Wieży Północnej. Pojawił się na niej Malfoy, który rozbroił go, lecz nie był w stanie zabić dyrektora. Zrobił to Severus Snape.
W czasie bitwy zginął także Gibbon. Natomiast Draco Malfoy został właścicielem „Czarnej Różdżki” a Severus Snape ujawnił się Harry’emu jako „Książę Półkrwi” i salwował się ucieczką. Za zabicie Dumbledore’a, Voldemort mianował Snape’a dyrektorem Hogwartu.

### Bitwa o Hogwart
- Obrońcy: Harry Potter • Zakon Feniksa • Hogwart#Pracownicy • Członkowie Gwardii Dumbledore’a • Weasleyowie • Graup • Skrzaty kuchenne • centaury
- Atakujący: Lord Voldemort • Śmierciożercy • dementorzy • szmalcownicy • olbrzymy • akromantule

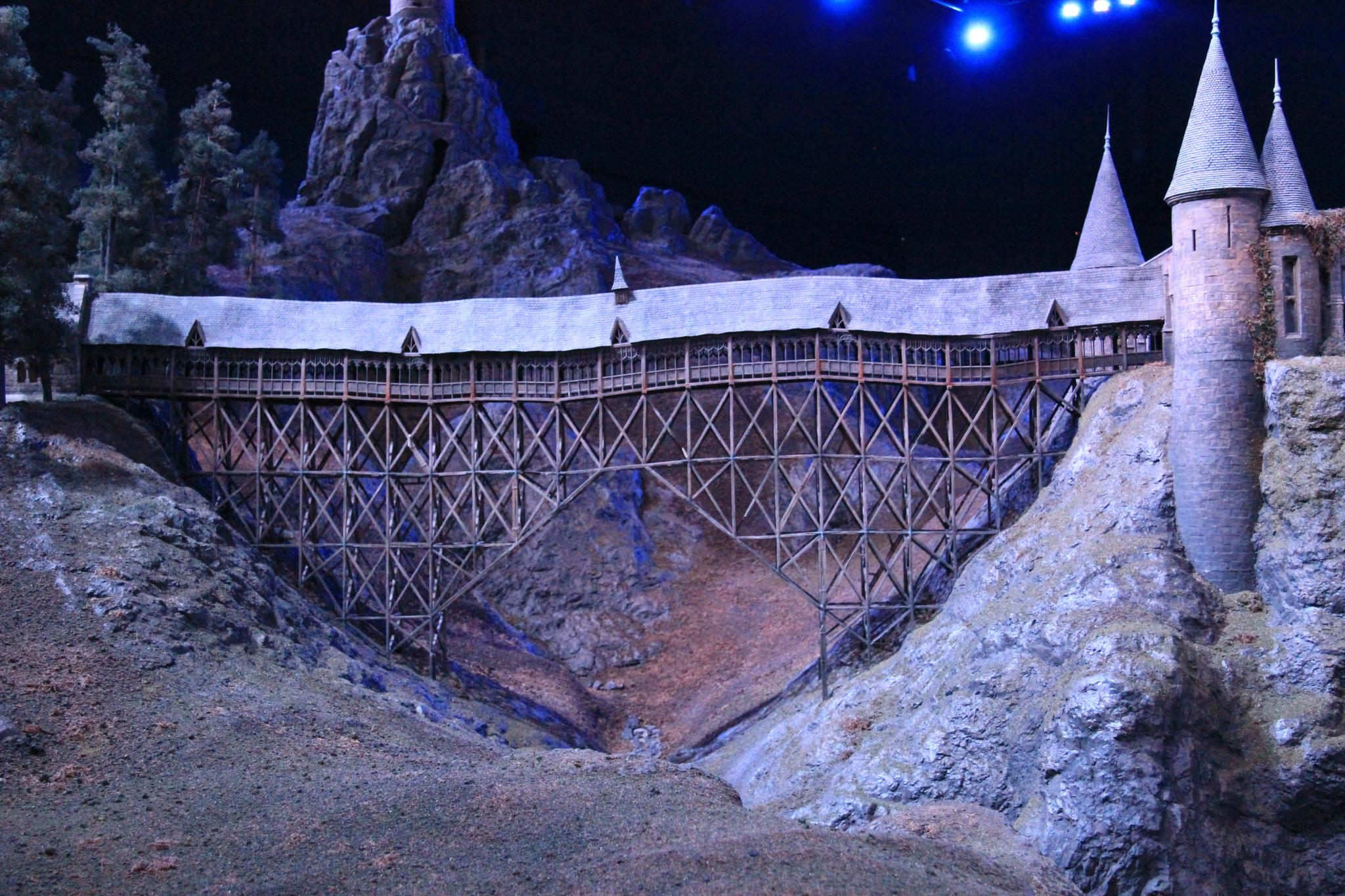
Drewniany most zniszczony w czasie bitwy o Hogwart

Bitwa o Hogwart została stoczona w maju 1998. Wcześniej w świecie magii zapanował reżim Voldemorta, który nie ominął również Hogwartu. Nauka, zwłaszcza czarnej magii, stała się obowiązkowa. Najpierw trzeba było udowodnić swój Status Krwi. Dyrektorem został Snape, a jego zastępcami rodzeństwo śmierciożerców – Alecto i Amycus Carrow. W tym czasie doszło do reaktywacji Gwardii Dumbledore’a. Uczniowie podjęli sekretną walkę z nowym reżimem, jak próba wykradnięcia Miecza Gryffindora przez Ginny Weasley, Lunę Lovegood i Neville’a Longbottoma czy wypisywanie graffiti Gwardia Dumbledore’a przyjmuje członków.
Kiedy Harry, Ron i Hermiona wrócili do Hogwartu, by odnaleźć ostatnie horkruksy Voldemorta, profesor Minerwa McGonagall zarządzili przygotowanie Hogwartu do odparcia nadchodzącego ataku Tego, Którego Imienia Nie Wolno Wymawiać i jego śmierciożerców. W bitwie nie mogli uczestniczyć uczniowie poniżej siedemnastego roku życia. Cały Slytherin odmówił obrony szkoły. Wyzwanie podjęło kilku Krukonów, kilkunastu Puchonów i prawie połowa uczniów domu Gryffindor. Do walki stanęły też m.in. zaczarowane gargulce, stoliki itp.
Do bitwy przyłączyli się nauczyciele i Zakon Feniksa, a w tym samym czasie Potter miał odnaleźć horkruks, który Voldemort ukrył w Hogwarcie. Okazał się nim diadem Roweny Ravenclaw, który nieumyślnie zniszczył Crabbe, rzucając Zaklęcie Szatańskiej Pożogi, które to jego też pochłonęło. Bitwa została przerwana, gdy śmierciożercy wrócili z Zakazanego Lasu z „martwym” Potterem. Ten, gdy dowiedział się, że jest siódmym horkruksem, wyruszył do lasu, by dać się zabić Voldemortowi. W tym czasie Neville Longbottom zabił – wyciągniętym z Tiary Przydziału mieczem Nagini – towarzyszącego Voldemortowi węża, który był szóstym horkruksem. W Wielkiej Sali Bellatriks walczyła z Hermioną, Luną i Ginny, a Voldemort z McGonagall, Slughornem i Kingsleyem. Po chwili Molly Weasley podjęła pojedynek z Bellatriks i zabiła ją. Harry stanął do walki z Czarnym Panem. Różdżka, której używał Voldemort, Czarna Różdżka, należała do Harry’ego, dzięki temu, że Draco Malfoy rozbroił przed śmiercią Dumbledore’a a sam został rozbrojony w swoim domu przez Pottera. Harry wyjaśnił to Voldemortowi. Ostatecznie doszło do walki, w której zginął Voldemort. Mordercze Zaklęcie, rzucone przez Voldemorta, zostało odbite rzuconym przez Pottera zaklęciem Expelliarmus i trafiło w Czarnego Pana, tak samo jak w Dolinie Godryka, 17 lat wcześniej.
W czasie bitwy zginęli Fred Weasley, Remus Lupin i Nimfadora Tonks, Colin Creevey oraz możliwe, że Lavender Brown spośród obrońców, oraz Vincent Crabbe, Antonin Dołohow, Walden Macnair, Augustus Rookwood, Selwyn, minister magii Pius Thicknesse, Fenrir Greyback, Bellatrix Lestrange i Lord Voldemort spośród atakujących.
W tym czasie zginął także Severus Snape, który nie uczestniczył w walce. Śmierć poniosło także ok. 50 osób, którzy pozostali anonimowi dla czytelnika.

## Zakazany Las
Zakazany Las (ang. Forbidden Forest) – znajdująca się w bliskim sąsiedztwie Szkoły Magii i Czarodziejstwa puszcza w przeważającej mierze składająca się z drzew liściastych. Różne gatunki buków, dębów, klonów czy kasztanowców uzupełniane są przez drzewa iglaste. Wszystkie są okazałych rozmiarów, o grubych pniach i sędziwe wiekiem, rosnące w dużym zwarciu, a ich gałęzie skutecznie utrudniają wędrowcom podróż. Im dalej w puszczę, tym korony drzew przepuszczają coraz mniej światła. Jest miejscem bytowania wielu gatunków (również rzadkich i magicznych) flory i fauny.

## Ekspres Hogwart

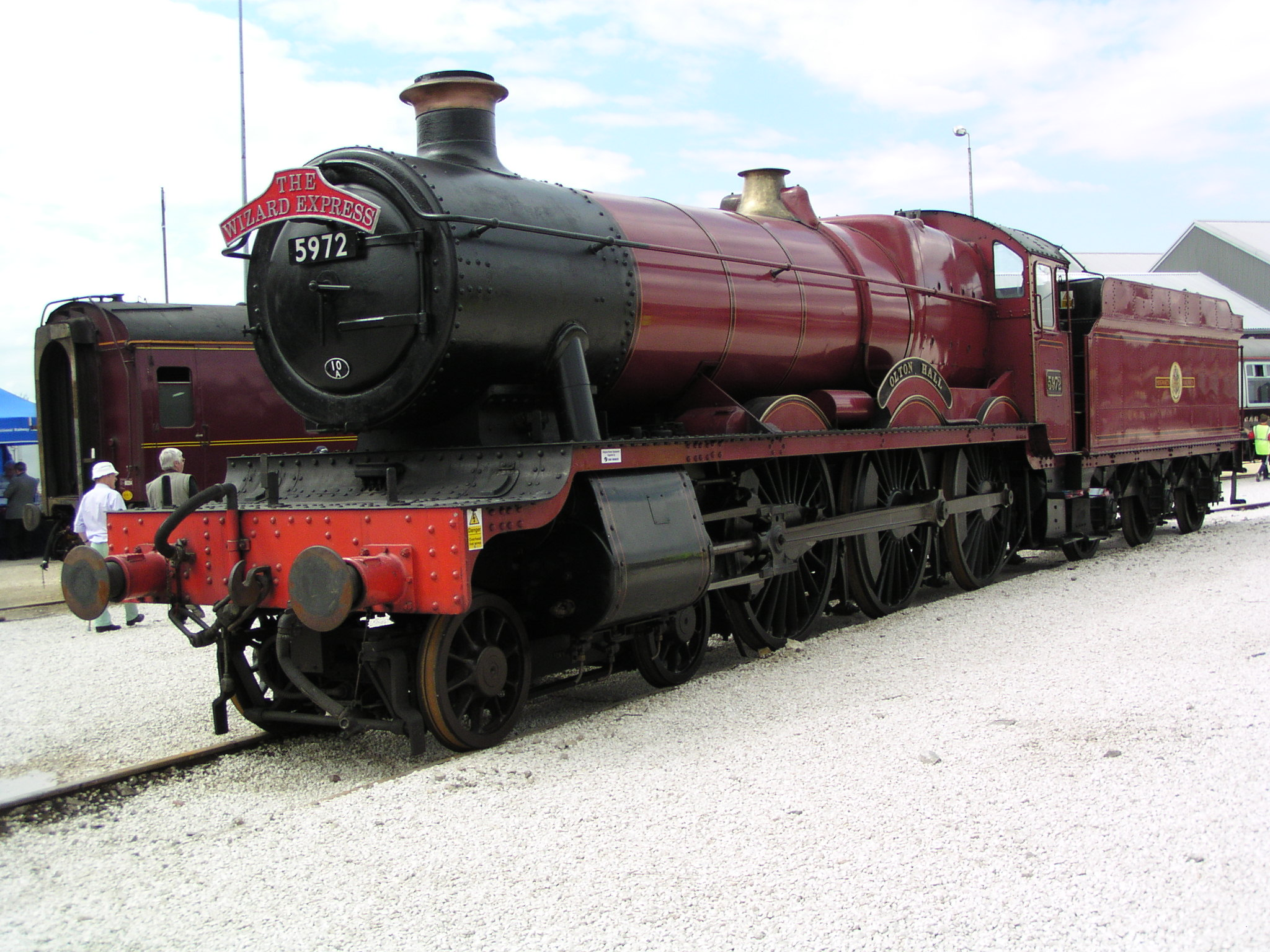
Lokomotywa użyta jako Ekspres Hogwart

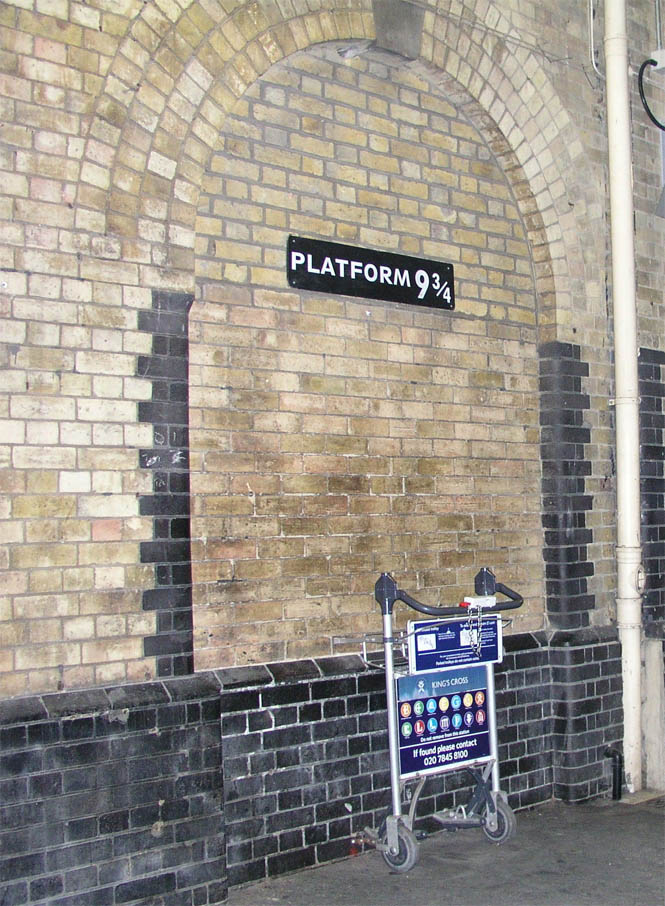
Peron numer 9¾ na stacji kolejowej King’s Cross

Ekspres Londyn-Hogwart – pociąg ciągnięty przez lokomotywę parową wiozący uczniów Szkoły Magii i Czarodziejstwa Hogwart z cyklu Harry Potter autorstwa Joanne Kathleen Rowling.

### Odjazd
Ekspres Hogwart odjeżdżał co roku 1 września ze stacji King’s Cross z peronu dziewięć i trzy czwarte zawsze o godzinie 11:00. Przejście na peron numer dziewięć i trzy czwarte znajdowało się między peronami 9 i 10. Przechodziło się na niego przez barierkę między tymi właśnie peronami (w filmach był to filar). Mugole nie mogli się tam dostać. W tomie Harry Potter i Komnata Tajemnic Zgredek zaczarował przejście na peron, przez co Harry Potter i Ron Weasley nie mogli wsiąść do Ekspresu i polecieli Fordem Anglia pana Weasleya, czyli taty Rona.

### Wygląd i inne
Ekspres Hogwart to ogromna czerwono-czarna lokomotywa. Przedział dla prefektów zlokalizowany był z przodu pociągu. W pociągu pewna czarownica sprzedaje również słodycze.

### Dojazd
Lokomotywa Hogwart-Londyn podczas jazdy nigdy się nie zatrzymuje. Wyjątek nastąpił w 3 tomie, gdy dementorzy sprawdzali pociąg. Ekspres Hogwart zatrzymuje się na stacji w Hogsmeade. Wszyscy wysiadają, a Hagrid woła do siebie pierwszoroczniaków. Studenci pozostałych lat wsiadają do powozów ciągniętych przez testrale.